# Lista de episódios de Sandy & Junior (telessérie)
A seguir se apresenta a lista dos episódios de Sandy & Junior, uma série de televisão brasileira produzida e exibida pela Rede Globo. A série estreou em 11 de abril de 1999 e terminou em 29 de dezembro de 2002, compreendendo 174 episódios distribuídos em quatro temporadas tradicionais e duas temporadas de férias – as quais traziam compactos dos melhores episódios, intercalados com trechos inéditos.

## Resumo
| Temporada | Temporada              | Episódios | Exibição Original      | Exibição Original       |
| Temporada | Temporada              | Episódios | Estreia de temporada   | Final de temporada      |
| --------- | ---------------------- | --------- | ---------------------- | ----------------------- |
|           | Especial de fim de ano | 1         | 27 de dezembro de 1998 | 27 de dezembro de 1998  |
|           | 1ª                     | 37        | 11 de abril de 1999    | 26 de dezembro de 1999  |
|           | Episódios de férias    | 9         | 2 de janeiro de 2000   | 27 de fevereiro de 2000 |
|           | 2ª                     | 43        | 5 de março de 2000     | 31 de dezembro de 2000  |
|           | Episódios de férias    | 11        | 14 de janeiro de 2001  | 25 de março de 2001     |
|           | 3ª                     | 38        | 1 de abril de 2001     | 23 de dezembro de 2001  |
|           | 4ª                     | 36        | 7 de abril de 2002     | 29 de dezembro de 2002  |

## Especial de fim de ano (1998)
| # | # | Título                    | Direção           | Exibição original      |
| --- | - | ------------------------- | ----------------- | ---------------------- |
| – | – | "Especial Sandy & Junior" | Paulo Silvestrini | 27 de dezembro de 1998 |
| Os irmãos Sandy (Sandy) e Junior (Junior Lima) preparam uma festa para celebrar o final do ano escolar e decidem convidar o Bate Lata, um grupo musical da comunidade carente para tocar com eles, contando com a ajuda do skatista Dodô (Aldine Paiva), que possui amizade com as crianças da comunidade, a quem sempre busca auxiliar. O professor de física Pachecão(interpretando a si mesmo) e a professora de literatura Carolina (Patricia Lucchesi) apoiam a ideia, mas o diretor Camilo (Blota Filho) e a professora de história Elvira (Cidinha Milan) decidem vetar o convite, temendo que os jovens carentes assaltem o colégio. Enquanto isso, a tímida Vicky (Mariana Ximenes) é constantemente humilhada pela rica e maldosa Patty (Fernanda Paes Leme) por ser pobre e filha da cantineira do colégio, Lígia (Regina Remecius), com quem também trabalha nos intervalos das aulas. A moça acaba chamando a atenção de Gustavo (Paulo Vilhena), o jogador de basquete mais popular do colégio e melhor amigo de Junior, que o auxilia na rádio da escola; porém isso gera o ódio de Patty, que é apaixonada pelo rapaz e decide se vingar. Além deles também há a gordinha Betina (Tatyane Goulart), que quer emagrecer, mas come escondida no banheiro. Grande amiga da Sandy, que vive tentando ajudá-la em seu regime. Paralelo a isso, Dodô ainda insiste em trazer o Bate Lata para a festa da escola, afirmando que ele os conhece bem e que são pessoas honestas, contando com o apoio de Betina, que também conhece bem o grupo, mas Patty e seus amigos Beth (Karina Dohme), a estabanada melhor amiga; o malandro Mau (Douglas Aguillar); e o abobalhado Morcegão (Celso Bernini), que é o mais jovem do grupo; são totalmente contra a ideia de crianças carentes na festa da escola, tendo a professora Elvira como sua grande aliada afim de impedir que o grupo da comunidade tenha acesso ao colégio. Tal ato preconceituoso de Patty faz com que Gustavo, que possui certo interesse na moça, comece a se decepcionar com ela e nisso, começa a se afeiçoar a Vicky, com quem Junior havia tido um pesadelo no qual Vicky era a própria "Carrie, a estranha" e despertava poderes paranormais após ser vítima de uma armação dos amigos de Patty, se vingando contra eles logo em seguida. Patty e os demais tomam conhecimento de tal pesadelo de Junior e vendo a rejeição não só de Gustavo por Patty como dos demais alunos pelo grupo, estes começam a arquitetar um plano para estragar a festa e acabar sobrando para a inocente Vicky, que conforme vai ganhando a confiança de Sandy, acaba confessando sua triste história familiar e o que a levou a ganhar a bolsa de estudos e o emprego com sua mãe na cantina, concedido por Pachecão, grande amigo de seus pais. Quando parece que Sandy, Junior e seus amigos estão conseguindo o que querem e Vicky se mostra bastante entrosada com o grupo, inclusive com Gustavo, Patty ainda pretende dar o troco neles durante as comemorações de despedida do ano. Com a ajuda de Beth, Mau e Morcegão, a ricaça coloca uma bombinha dentro do panetone do piquenique do almoço, que explode fazendo com que a mesa pegue fogo e a culpa caia sobre Vicky, que preparou a mesa do lanche. A fofoca se espalha e os demais alunos do colégio começam a acreditar que a pobre garota é uma bruxa, enquanto o diretor Camilo começa a ver os integrantes do Bate Lata como uma ameaça e acreditando nos palpites de Elvira, alerta Lígia e a professora Carolina que a situação de Vicky no colégio pode ser colocada em risco, ao mesmo tempo em que Gustavo tenta consolar a garota, traumatizada por todo o ocorrido no piquenique. Com a ajuda de Dodô e Betina, Sandy e Junior descobrem a armação de Patty e seus amigos e juntamente com Vicky e Gustavo, bolam um plano para que os verdadeiros culpados confessem, mostrando assim para o diretor que sua atitude foi preconceituosa, uma vez que a violência partiu dos alunos ricos, não dos visitantes carentes e nem de Vicky, que se faz de bruxa afim de assustar unicamente a trupe. Sabendo de todo o ocorrido, Pachecão sugere que Patty e os demais prestem serviço comunitário, então, eles são encarregados de servir as mesas da festa, como garçons, afim de que aprendam a lição. Gustavo se declara para Vicky e os dois começam a namorar, tendo o episódio finalizado com uma grande festa, comandada pelo grupo Bate Lata e pelos irmãos. Entre as aparições rápidas estão os nerds Basílio (Wagner Santisteban) e Beto (Sidney Sampaio), que contrabandeiam revistas de nudez para dentro do colégio; a piriguete Sheila (Bruna Thedy), que abusa das roupas sensuais para seduzir os meninos; e Dona Moura(Rosaly Papadopol), chefe dos monitores, que vive supervisionando tanto Sheila quanto Basílio e Beto, além de outros atos suspeitos. Músicas apresentadas: "Em Cada Sonho", "Beijo É Bom", "Dig-Dig-Joy", "Não Ter", "Eu Acho que Pirei", "Inesquecível" e "Vai Ter que Rebolar". - O episódio ainda conta com as participações de Pachecão(dando uma aula de física bastante interativa através de música) e do grupo Fat Family cantando seu hit "Jeito Sexy"(durante as cenas do piquenique de almoço das confraternizações) além do grupo Bate Lata acompanhando Sandy e Junior na festa durante o final do episódio. Elenco: - Sandy - Sandy - Junior Lima - Junior - Mariana Ximenes - Victória "Vicky" da Silva - Paulo Vilhena - Gustavo - Fernanda Paes Leme - Patrícia "Patty" Medeiros - Karina Dohme - Beth - Wagner Santisteban - Basílio - Douglas Aguillar - Mau - Celso Bernini - Morcegão - Bruna Thedy - Sheila - Sidney Sampaio - Beto - Tatyane Goulart - Betina - Aldine Paiva - Dodô - Regina Remencius - Lígia da Silva - Blota Filho - Diretor Camilo - Cidinha Milan - Professora Elvira - Pachecão - Professor Pachecão - Patricia Lucchesi - Professora Carolina - Rosaly Papadopol - Dona Moura - Silvinha Faro - Ivonete - Angelo Cesare Fincatti - Gordo - Paulo Uemura - Léo |   |                           |                   |                        |

## Temporadas

### Primeira temporada (1999)
| # | #  | Título                              | Direção           | Exibição original      |
| --- | -- | ----------------------------------- | ----------------- | ---------------------- |
| 1 | 1  | "Hoje é Dia de Aula"                | Paulo Silvestrini | 11 de abril de 1999    |
| Sandy e Junior estão organizando um festival de música no Centro Educacional Mario de Andrade (CEMA). No entanto o diretor Camilo recebe a notícia que parte do colégio será demolido para a construção de um estacionamento, o qual seria mais rentável para o dono, ironicamente o pai de Patty. A garota, apesar de rica, passa por um drama pessoal por nunca ter tido o amor e a convivência dos pais, que viajam pelo mundo desde sua infância e sempre a deixaram aos cuidados do mordomo Otacílio, não voltando para visitá-la há muitos anos. Ao mesmo tempo, Sandy descobre que um dos músicos que ia participar do festival, Luca, não sabe ler ou escrever e começa a ensiná-lo. A turma se mobiliza para salvar o CEMA e formam uma corrente em volta do local, impedindo que os tratores entrem e atraindo a atenção da mídia, enquanto Patty tenta entrar em contato com seus pais desistam da ideia. Participação especial: Umberto Magnani como Otacílio; Fábio Azevedo como Otto; Eriberto Leão como Luca Amaro Videoclipe final: "Beijo É Bom" |    |                                     |                   |                        |
| 2 | 2  | "O Um Sete Um"                      | Paulo Silvestrini | 18 de abril de 1999    |
| O festival de música pode ser cancelado depois que o patrocinador original desiste do negócio. Patty decide patrocina-lo ela mesma para agradar Gustavo e provocar ciúmes em Clara, namorada dele. Sandy tenta se aproximar de Otto, por quem é apaixonada, mas ele não a corresponde. Mau indica um produtor de eventos que conheceu num clube de luta, Nico Fortuna, um tipo canastrão que coloca a turma em dúvida sobre sua honestidade. Clara se disfarça e invade o escritório do produtor e descobre que ele é um grande picareta que pretendia fugir com o dinheiro. Na saída ela esbarra em dois valentões que levaram um golpe do picareta e descobrem que ele está no CEMA, indo atrás em busca de vingança. Os fortões invadem o colégio, mas fogem depois que a professora Elvira aciona a polícia. Participação especial: Fábio Azevedo como Otto; Wandi Doratiotto como Nico Fortuna; Marcos Oliver como Bandido 1 Videoclipe final: "Golpe Certo" |    |                                     |                   |                        |
| 3 | 3  | "O Festival"                        | Paulo Silvestrini | 25 de abril de 1999    |
| Sandy e Junior decidem deixar com que Nico Fortuna produza o festival, porém sob o controle dele, tentando coloca-lo na linha. Patty burla as ordens e vai para a escola de carro, mesmo tendo apenas 16 anos e sendo menor de idade. Durante os últimos preparativos para o festival o som fica defeituoso e Dodô diz que conhece um lugar para alugar um novo. Patty decide ir busca-lo com o rapaz de carro, mas os dois acabam detidos pela polícia. O festival começa com o som defeituoso e as primeiras bandas acabam não mostrando seu melhor por conta disso. O professor Pachecão busca o som novo e Sandy & Junior conseguem se apresentar corretamente, enquanto o pai de Dodô busca ele e e Patty da batida policial. Participação especial: Fábio Azevedo como Otto; Umberto Magnani como Otacílio; Wandi Doratiotto como Nico Fortuna; Ivan de Almeida como pai de Dodô; Eriberto Leão como Luca Amaro Videoclipe final: "Chega Mais" |    |                                     |                   |                        |
| 4 | 4  | "A Partida"                         | Paulo Silvestrini | 2 de maio de 1999      |
| Os meninos estão participando de um campeonato de futebol interescolar, mas tem sido derrotados constantemente sob o comando da professora Elvira. Sandy descobre que o diretor Camilo foi um grande jogador quando era jovem, mas desistiu de tudo para se tornar professor e tenta convencê-lo a ser técnico do time da escola. O dono da escola decide contratar Mario Mata, um técnico tirano e ex-rival de Camilo nos campos, para treinar os meninos, que acabam desestimulado com o treinamento pesado. O diretor então decide assumir o time, que ganha sua primeira partida. Participação especial: Augusto Marin como Mario Matta Videoclipe final: "É uma Partida de Futebol" (cover de Skank) |    |                                     |                   |                        |
| 5 | 5  | "Depois da Tempestade"              | Paulo Silvestrini | 9 de maio de 1999      |
| A galera decide ajudar uma família sem-teto com um filho doente. Enquanto o garoto está na enfermaria, o casal começa a se aproveitar do dinheiro dos estudantes. Sandy descobre que Lola e Valdo não são pais do menino, apenas pegaram-no na rua para pedir dinheiro, porém acaba não tendo tempo para contar aos demais quando Cisso piora. O garoto precisa ser operado às pressas de apendicite e Lola acaba se redimindo, doando sangue para ele e propondo para o marido que eles tentem reestruturar a vida ao lado do menino para se tornar uma família de verdade. Participação especial: Octávio Mendes como Valdo; Helen Helene como Lola; Evandro Junior como Cisso; Dênis Derkian como Gil de Gusmão; João Bourbonnais como médico Videoclipe final: "Little Cowboy" |    |                                     |                   |                        |
| 6 | 6  | "A Macaca Tá Certa"                 | Paulo Silvestrini | 16 de maio de 1999     |
| O grupo faz uma gravação em um circo para um projeto de artes do colégio. Uma macaca acaba entrando escondida no carro de Sandy e Junior e indo parar na casa deles e, no dia seguinte, no CEMA, causando grande confusão e bagunça nos dois lugares. O dono do circo vai atrás da macaca, mas Sandy denuncia que ele maltratava os demais animais, fazendo com que o homem perca o direito ao circo. Os animais são encaminhados para santuários ecológicos e os artistas circenses reabrem o circo sem maus-tratos. Participação especial: Cláudio Mamberti como Gregório; Wellington Nogueira como Palhaço Ting-Ling; Noely Lima como Noely; Dênis Derkian como Gil de Gusmão Videoclipe final: "Vai Ter Que Rebolar" |    |                                     |                   |                        |
| 7 | 7  | "Raios e Trovões"                   | Paulo Silvestrini | 23 de maio de 1999     |
| Uma grande tempestade causa alagamento e falta de energia na cidade. A turma de amigos, que estava no CEMA fazendo trabalho até tarde, fica presa no colégio e tem que dormir por lá. Dodô tenta ver as meninas trocando de roupa e rouba o sutiã de Beth, enquanto Basílio sai na chuva para encontrar a garota com quem ele marcou encontro pela internet, mas não consegue ir muito longe. Os meninos armam uma travessura e Mau se veste de serial killer para aterrorizar a professora Elvira, que está como vigia. Participação especial: Fábio Azevedo como Otto Videoclipe final: "Felicidade Como For" |    |                                     |                   |                        |
| 8 | 8  | "Intriga Internacional"             | Paulo Silvestrini | 30 de maio de 1999     |
| O sistema dos computadores do CEMA sai do ar e Junior e Basílio se propõe a ajudar à restaurar. Porém, durante o processo de recuperação, os garotos acabam absorvendo sem querer um arquivo cruzado do governo que bandidos russos estavam tentando roubar. Sem saber o que exatamente era aquilo, eles decidem salvar em um disco para perguntar para os professores. Ivanova, uma das bandidas, chega colégio para tentar pegar o arquivo e seduz os rapazes para conseguir. Sandy desconfia da moça e pede ajuda para Max, que descobre a identidade da russa. Eles a enganam, dando o disco errado para ela, que contém apenas um vírus. Participação especial: Danielle Winits como Ivanova; Fernando Pavão como Nikolai; Alexandre Barros como Viktor Videoclipe final: "Em Cada Sonho (O Amor é Feito Flecha)" |    |                                     |                   |                        |
| 9 | 9  | "Nesta Data Querida"                | Paulo Silvestrini | 6 de junho de 1999     |
| A professora Elvira e a cantineira Irene farão aniversário no mesmo dia e ambas estão apreensiva com a data chegando. Junior e Gustavo precisam entregar um trabalho de biologia para recuperação e começam a supor que as aniversariantes são irmãs gêmeas dizigóticas, ou seja, não-idênticas, pelas pela semelhança de personalidade. Para comprovar a tese, eles cortam pedaços do cabelo das duas e mandam para um laboratório fazer um teste de DNA. Patty ouve a parte da conversa e espalha o boato de forma distorcida, que toma proporções inesperadas. A turma prepara uma festa surpresa para as duas, mas Elvira acha que eles esqueceram. Otacílio leva a professora para dar um passeio e declara seu amor por ela. Participação especial: Umberto Magnani como Otacílio Videoclipe final: "Inesquecível" |    |                                     |                   |                        |
| 10 | 10 | "O Sumiço do Porco Dourado"         | Paulo Silvestrini | 20 de junho de 1999    |
| O colégio é escolhido como local da exposição de uma grande artista plástica internacional, a francesa Nanón Buque. Ao chegar no colégio a artista se mostra arrogante com os alunos e humilha a professora Ludmila, que organizou sua chegada ao Brasil. Junior e Basílio derrubam a escultura principal da exposição, O Porco Dourado, fazendo com que o rabo seja quebrado. Basílio cria uma réplica que é colocado no lugar, porém este acaba sendo roubado. A turma desconfia e descobre que a própria artista havia armado um golpe para receber o seguro milionário. Participação especial: Grace Gianoukas como Nanón Buque; Lui Strassburger como inspetor Videoclipe final: "Ilusão" |    |                                     |                   |                        |
| 11 | 11 | "O Substituto"                      | Paulo Silvestrini | 27 de junho de 1999    |
| Camilo irá fazer um curso fora da cidade e contrata um diretor substituto, Plínio Raposo. Ao assumir, ele começa a modificar tudo no CEMA, cortando o acesso à internet para os alunos, terceirizando a cantina para uma empresa de fast-food com com preços absurdos e colocando um cartão magnético na entrada para barrar os alunos atrasados no pagamento. Clara e Gustavo são chantageados à se tornarem garotos propaganda do colégio se não quiserem serem expulsos pelas baixas notas, não podendo contar aos demais que estão sendo coagidos. Patty e Mau apoiam o novo diretor, mas acabam vendo que ele é um tirano. O orçamento do colégio é totalmente esgotado na primeira semana com todas as modificações e o CEMA fica perto da falência. Sandy e Junior procuram Camilo, contam tudo que está acontecendo e pedem que ele não vá viajar, fazendo com que o diretor volte à escola para corrigir tudo. Participação especial: Kiko Mascarenhas como Plínio Raposo Videoclipe final: "Não Ter" (remix) |    |                                     |                   |                        |
| 12 | 12 | "Um Anjo Veio Aqui"                 | Paulo Silvestrini | 4 de julho de 1999     |
| Sandy está saindo da aula de dança à noite quando um rapaz desconhecido, Gabriel, cai de uma arvore em sua frente. Ela ajuda-o e os dois acabam conversando e se interessando. Mabel, uma anja que escolheu se tornar humana, diz à Gabriel que ele tem apenas 24 horas para escolher se quer seguir o mesmo caminho dela, para poder ficar perto de Sandy, ou se quer continuar com seus dons angelicais. Beth e Basílio começam a ficar e Patty ironiza no meio de todos o fato da amiga estar saindo com um nerd. Beth rebate que ela está com inveja por ser encalhada e Patty agarra Junior para provar que ela pode beijar quem quiser. A turma organiza uma festa à fantasia: Sandy se veste de de fada, Junior e Patty vão de Batman e Mulher-Gato, Basílio e Beth de Teletubbies, Clara e Gustavo de Princesa Leia e Luke Skywalker, Max de James Bond, Teca de Cleópatra, Ritinha de moça da era vitoriana e Bebel e Dodô de dançarinos de festa junina. Max, que está apaixonado por Sandy, tenta se aproximar dela, enquanto Ritinha aproveita para dar em cima do professor Marcão. Gabriel diz que não pode ficar, pois tem muitos que dependem dele como anjo, e apaga a memória de todos sobre sua existência. Participação especial: Lucas Lima como Gabriel; Chica Xavier como Mabel; Umberto Magnani como Otacílio; Noely Lima como Noely Videoclipe final: "No Fundo do Coração" |    |                                     |                   |                        |
| 13 | 13 | "O Julgamento de Basílio"           | Paulo Silvestrini | 11 de julho de 1999    |
| Durante as férias, a turma e alguns professores vão fazer uma excursão pela floresta, onde pretendem percorrer uma trilha até um hotel fazenda. Irene conta uma lenda rural sobre o Cabloco do Mato, que matava as pessoas que invadissem suas terras. Max fica afoito com a diversidade biológica do lugar e deixa as mochilas com mantimentos cair no rio. O mapa de Elvira acaba não sendo útil e todos se perdem, tendo que acampar aquela noite no meio da mata. Basílio encontra uma galinha e a persegue, sendo capturado e preso por um sitiante. A turma encontra o amigo e propõe ao caipira que troquem ele por sua galinha de estimação que foi encontrada no acampamento. Participação especial: Henrique Lisboa como Seu Tamanduá; Umberto Magnani como Otacílio Videoclipe final: "Little Cowboy" |    |                                     |                   |                        |
| 14 | 14 | "No Peito e na Valentia"            | Paulo Silvestrini | 18 de julho de 1999    |
| Continuando a viagem, a turma chega ao hotel fazenda Santa Helena e logo eles descobrem que o dono é João Ferradura, competidor de montaria em rodeio e um dos grandes responsáveis pelo desmatamento no interior do estado de São Paulo para expansão de sua criação de gado. O fazendeiro dá em cima de Clara e isso é o estopim para afetar mais a crise no relacionamento dela com Gustavo. Junior também está interessado nela e desafia João para uma competição de rodeio para limpar a honra da moça, da qual ele vence e acaba fazendo com que o fazendeiro reflita sobre sua arrogância. Clara e Gustavo terminam o namoro. Participação especial: Umberto Magnani como Otacílio; Fernando Val como João Ferradura; Marcelo Franzolin como Tião; Luiza Jorge como Matilde Videoclipe final: "Bailão de Peão" (cover de Chitãozinho e Xororó) / "Etc... E Tal" |    |                                     |                   |                        |
| 15 | 15 | "A Rádio CEMA Está no Ar"           | Paulo Silvestrini | 25 de julho de 1999    |
| As aulas voltam e Patty aproveita para ficar com Gustavo. A rádio é invadida por locutores desconhecidos, que começam a falar fofocas maldosas dos estudantes e professores, causando uma grande confusão. Dodô descobre que quem está por trás de tudo é Boca e sua banda, além de Bebel, para surpresa de todos. Os dois grupos entram em acordo para decidir por votação dos estudantes quem ficará com a posse da rádio. Sandy confronta Bebel, que revela estar ficando com Boca e que ela nunca foi sua amiga de verdade. A galera sofre com a traição da ex-amiga. Bebel rouba o programa de votação e Boca frauda os votos para ganhar, descartando a garota logo após. Para se vingar, Bebel revela à Camilo a verdade, que aplica uma punição de pena comunitária para os fraudulentos. Videoclipe final: "Eu Acho que Pirei" |    |                                     |                   |                        |
| 16 | 16 | "Bebel Não Vai Pro Céu"             | Paulo Silvestrini | 1 de agosto de 1999    |
| Bebel reata com Boca e muda o visual, começando a usar roupas pretas e maquiagem pesada. Após humilhar Irene, Sandy e os professores, a garota é mandada para a psicóloga da escola e acaba ameaçando-a. Irene descobre com sua prima, que trabalha na casa de Bebel, que os pais da garota estão se separando em meio à brigas e escândalos públicos, sem se importar com a filha, e que sua mãe está depressiva, o que está traumatizando-a. Gustavo tenta se aproximar de Clara e Patty acaba vendo e se ofendendo. Basílio vende colas para as provas à Mau e Dodô, porém elas estão totalmente erradas e os garotos acabam tirando notas baixas. A mãe de Sandy conversa com a mãe de Bebel e explica que ela colocando seus problemas pessoais acima dos filhos. Bebel tem uma conversa franca com a mãe e as duas começam a reconstruir a vida unidas. Gustavo diz que não quer mais ficar com Patty, enquanto Bebel volta ao normal e se reconcilia com a turma. Participação especial: Noely Lima como Noely; Daliléia Ayala como Cíntia; Claudia Schapira como Nilséia; Amazyles de Almeida como Dra. Giza Videoclipe final: "Mais Um Tempo Pra Crescer" |    |                                     |                   |                        |
| 17 | 17 | "Sete Horas no Tibet"               | Paulo Silvestrini | 8 de agosto de 1999    |
| Mau está com uma espinha gigante na testa e um andarilho lhe aborda na rua dizendo que aquilo é, na verdade, um sinal que ele é um mestre escolhido, o qual os budistas estão procurando no Brasil. O garoto acaba acreditando e, curiosamente, começa a acertar as previsões que faz, levando Dodô e Beth como seus seguidores. Mau resolve ir para o Tibet para se tornar o monge budista escolhido. Ritina se preocupa com o irmão e avisa o pai para impedi-lo. Mau descobre que os budistas já encontraram o verdadeiro escolhido e acaba percebendo que ele estava pirando. Participação especial: Dênis Derkian como Gil de Gusmão Videoclipe final: "Cadê Você que Não Está" |    |                                     |                   |                        |
| 18 | 18 | "Cabeça x Coração"                  | Paulo Silvestrini | 15 de agosto de 1999   |
| Beth está chateada pelo fim do relacionamento com o Basílio. Camilo abre as inscrições para eleição do grêmio e Patty se propõe a concorrer, mas a turma não consegue se entender sobre as ideias e Ritinha acaba brigando com Max. Patty segue com sua ideia sozinha e funda a chapa Coração, interessada em pregar a felicidade e o entendimento entre relacionamentos e amigos. Ela recebe o apoio de Sandy, Ritinha, Basílio, Gustavo, Clara e Teca. Por outro lado Boca não concorda com as propostas e funda o partido Cabeça com ajuda de Junior, Mau, Beth, Bebel e Dodô, que se fundamenta em regras e decisões práticas. A eleição acaba empatada e a turma chega ao acordo de dividir o grêmio juntando as duas ideias. Participação especial: Cissa Guimarães como ela mesma Videoclipe final: "Felicidade Como For" |    |                                     |                   |                        |
| 19 | 19 | "Assis, Assis"                      | Paulo Silvestrini | 22 de agosto de 1999   |
| Sandy Patty organiza uma peça de teatro com textos de Machado de Assis, no qual Patty será a protagonista. Gustavo fica responsável pela direção, Ritinha pelo figurino e Beth e Mau pelo cenário. Patty desaparece por vários dias e a turma se preocupa. Boca ameaça acabar com a pela e Sandy engana-o para impedir que isso aconteça dizendo que todos ficaram tristes por ele não participar, mas que ainda havia um papel. O rapaz fica convencido de que todos o acham uma estrela e topa, mesmo sendo como mulher. Patty retorna arrasada, avisando que seus pais decidiram enviá-la para um internato na Suíça exatamente no dia da peça. A turma prepara um plano para impedir que isso aconteça e Bebel mente para Chagas, segurança da família Teles, dizendo que a personagem dela chama Gertrudes, que na verdade era de Boca. O segurança manda pegar Patty a força, mas acaba levando Boca no lugar e ela consegue subir ao palco. Os pais da garota acabam desistindo da ideia, mas assim, a turma não escapa de uma bronca de Camilo por causa do plano. Participação especial: Augusto Marin como Chagas; Umberto Magnani como Otacílio Videoclipe final: "Ilusão" |    |                                     |                   |                        |
| 20 | 20 | "Na Boca do Povo"                   | Paulo Silvestrini | 29 de agosto de 1999   |
| Ritinha e Max ficam até tarde terminando uma maquete para o trabalho de geografia e acabam dormindo na escola, se aproximando e descobrindo que se gostam. Ao saber da história, Patty supõe que os dois transaram no colégio e escolha o boato. Irene embarca na fofoca e a repassa com mais detalhes inventados, o que gera uma história completamente absurda. Basílio faz um curso de detetive online e Mau o paga para descobrir o que está acontecendo com sua irmã. Junior tenta conversar com Max para saber a verdade e o rapaz diz que ele vai juntar as partes, falando na verdade da maquete, e que pretende assumir, dizendo sobre os sentimentos por Ritinha. Junior entende tudo errado, achando que eles vão se casar e que a garota está gravida e o rumor toma proporções maiores. Camilo tira a história a limpo e descobre que tudo não passou de mentira, enquanto Ritinha e Max começam a namorar. Participação especial: Dênis Derkian como Gil de Gusmão Videoclipe final: "Dig-Dig-Joy" |    |                                     |                   |                        |
| 21 | 21 | "Esse tal de Rock and Roll"         | Paulo Silvestrini | 5 de setembro de 1999  |
| Sandy e Junior conhecem um músico que está tentando vender um violoncelo e propõem para Camila que contrate-o como professor de música. Após as primeiras aulas Mozart percebe que não consegue fazer com que a turma aprenda música clássica e isso os desestimula nas aulas, fazendo com que o diretor tenha que demiti-lo. Mozart sonha com sua ex-mulher, que o largou e deu um fim em toda sua fortuna. Para tentar ajudá-lo, os irmãos organizam um leilão para o violoncelo, porém eles acabam descobrindo que o músico também sabe tocar rock e acreditam que isso será mais atrativo para a turma do que música clássica. Irene derruba o instrumento no chão, que abre e revela estar recheado de diamantes, ou seja, toda a fortuna de Mozart que sua ex-mulher havia escondido. Participação especial: Milton Andrade como Mozart; Simoni Boer como Eleoneida Videoclipe final: "Não Ter" |    |                                     |                   |                        |
| 22 | 22 | "Alô, Alô! Saturno está Chamando"   | Paulo Silvestrini | 12 de setembro de 1999 |
| A turma assiste um filme de extraterrestres e discutem sobre a existência de vida fora da terra e temas relacionados. Junior acaba impressionado com o assunto e começa a agir de forma estranha, como fosse um extraterrestre infiltrado e começa a dar em cima de todas as mulheres do colégio, dando a elas um anel. Dodô começa a transmissão da rádio e Junior volta a si com o barulho da música, percebendo que estava viajando dentro dos próprios pensamentos. Videoclipe final: "No Fundo do Coração" |    |                                     |                   |                        |
| 23 | 23 | "Vivendo na Paz"                    | Paulo Silvestrini | 19 de setembro de 1999 |
| Patty coloca Boca como vice-presidente do grêmio, que começa a dar ordens absurdas na rádio. Mau não aceita as ordens de Boca e os dois começam a começam a se provocar, fazendo com que a turma separe várias brigas deles. Max propõe que eles resolvam suas diferenças numa competição de natação, a qual Mau acaba vencendo. Camilo fica sabendo do duelo e decide puni-los de forma diferente, inscrevendo os dois para a competição nacional interescolar de natação em Brasília, onde terão que nadar juntos. Sandy passa um abaixo-assinado entre os alunos para tirar Boca da vice-presidência e colocar Gustavo no lugar, que ganha os votos necessários. Videoclipe final: "Eu Quero Mais" |    |                                     |                   |                        |
| 24 | 24 | "Quer Dançar Comigo?"               | Paulo Silvestrini | 26 de setembro de 1999 |
| A turma está organizando um baile de casais, no qual todos devem ir acompanhados. Patty está decidida a convidar Junior e invade o vestiário masculino para concretizar seus planos. Apesar do nervosismo, Boca convida Sandy e ela pede um tempo para pensar. Sua mãe lhe aconselha a aceitar, dizendo para ela não se deixar levar pela aparência. Irene chora por não ter uma roupa para ir ao baile e Sandy arruma um vestido luxuoso para ela. Sandy diz que aceita ir com Boca, mas ele a despreza na frente de sua turma para não manchar a imagem de durão. Bebel espera que Basílio a convide, mas ele fica muito nervoso e não consegue dizer. Boca aparece no baile repaginado – com smoking, cabelo alinhado e uma rosa na mão – e Sandy dança com ele. Os dois vencem a competição de dança. Participação especial: Noely Lima como Noely Videoclipe final: "Splish Splash" (cover de Roberto Carlos) |    |                                     |                   |                        |
| 25 | 25 | "A Perna Curta da Mentira"          | Paulo Silvestrini | 3 de outubro de 1999   |
| Irene se confunde e coloca pimenta no suco de Boca, que promete se vingar. A cantineira se desespera ao receber a notícia de que sua mãe está vindo visitá-la e pede ajuda da turma, uma vez que ela mente há anos que havia se formado como professora de história, quando na verdade gastou todo o dinheiro dos estudos quando jovem para com diversão e acabou como trabalhando na cantina. Nicota chega à escola para assistir uma aula de Irene e a turma segura cartazes no fundo da sala para que ela leia, enganando a mãe. Os professores ajudam na mentira, enquanto Sandy impede Boca de revelar a verdade. Irene conta toda a verdade para a mãe, que acaba aceitando as escolhas da filha e fica emocionada com quantos amigos ela tem dispostos à ajudá-la. Boca se reconcilia com ela e passa a fazer parte da turma. Participação especial: Geisa Gama como Nicota Videoclipe final: "Cadê Você Que Não Está" |    |                                     |                   |                        |
| 26 | 26 | "Sua Majestade, o Bebê"             | Paulo Silvestrini | 10 de outubro de 1999  |
| A turma encontra um bebê abandonado, a qual batizam de João Vítor, e tem que se virar para cuidar dele até saber o que fazer. Elvira desconfia das atitudes dos estudantes e, após achar fraudas, acredita que Basílio é quem está usando pro problemas intestinais. A professora descobre a verdade e revela que o nome que eles deram é o mesmo do filho que Camilo teve, mas morreu logo após o nascimento. Participação especial: Nathan Grabert Mathias como João Vítor; Umberto Magnani como Otacílio Videoclipe final: "Eu Quero Mais" |    |                                     |                   |                        |
| 27 | 27 | "Uma Canção para Sandy"             | Paulo Silvestrini | 17 de outubro de 1999  |
| Sandy é convidada para cantar em um show beneficente sem Junior, mas ela recusa, sabendo que os jornais diriam que ela estava partindo para a carreira solo. Junior pede para que ela faça o show, uma vez que é por uma boa causa. A relação dos irmãos fica estremecida pelas notícias de que vão se separar, porém eles conseguem superar os boatos e continuar a dupla. Participação especial: Noely Lima como Noely Videoclipe final: "Dias e Noites" |    |                                     |                   |                        |
| 28 | 28 | "Sandy e a Revolta das Máquinas"    | Paulo Silvestrini | 24 de outubro de 1999  |
| Junior e Basílio encontram um arquivo de clonagem do governo, porém não excluem-o. Patty e Clara caem no mesmo grupo para fazer um trabalho, mas começam a se desentender. Sandy utiliza o computador com o programa e acaba clonada, porém a nova versão é maldosa e acaba criando grande confusão no colégio. A clone ameaça deletar o programa para acabar com a Sandy verdadeira. Junior e Basílio armam uma arapuca para apagar o clone, porém as duas aparecem na mesma hora e os dois não sabem quem apagar. Junior faz uma pergunta crucial que apenas a verdadeira Sandy sabe cantar, dando um fim no clone. Videoclipe final: "Vâmo Pulá!" |    |                                     |                   |                        |
| 29 | 29 | "Uma Força pro Cupido"              | Paulo Silvestrini | 31 de outubro de 1999  |
| O relacionamento de Elvira e Otacílio nunca saiu da amizade e os dois acabaram se distanciando por isso. Os dois são convencidos à se inscreverem numa agência de namoro por Patty e pela professora Carolina, que armam para que eles finalmente fiquem juntos. Boca e Bebel invadem a agência de namoros e roubam as cartas de Elvira e Otacílio para que a turma envie de um para o outro para que eles se reconciliem. No local marcado a galera organiza um cenário romântico para embalar o encontro e os dois ficam juntos. Participação especial: Umberto Magnani como Otacílio; Flávia Garrafa como Lurdinha Videoclipe final: "A Arte do Coração" |    |                                     |                   |                        |
| 30 | 30 | "Colar ou Não Colar? Eis a Questão" | Paulo Silvestrini | 7 de novembro de 1999  |
| Elvira descobre que roubaram a prova de matemática e começa a investigar quem está por trás disso. Boca consegue uma cópia da avaliação e oferece para Patty, Mau e Beth. Elvira escuta uma conversa da turma e questiona Beth sobre o roubo, que diz que Basílio estava estranho nos últimos dias, sem medo da prova, deduzindo que era ele. Camilo ameaça expulsar Basílio da escola e Patty pressiona Boca para contar quem lhe deu a prova. Basílio relva que não estava nervoso por estar tendo aulas particulares com uma professora amiga de Camilo, que confirma a história. Por pressão da turma Boca confessa que roubou a prova. Videoclipe final: "Beijo É Bom" |    |                                     |                   |                        |
| 31 | 31 | "O Casamento de Elvira"             | Paulo Silvestrini | 14 de novembro de 1999 |
| Elvira está nervosa com o casamento chegando e tem um ataque de pânico. Sandy e Junior são convidados para serem padrinhos de Elvira, enquanto Patty e Camilo de Otacílio. Elvira foge horas antes do casamento e é encontrada por Sandy escondida na sala no grêmio, dizendo que não vai se casar mais. A garota a aconselha à não ter medo do amor e a professora finalmente sobe ao altar. Participação especial: Umberto Magnani como Otacílio Videoclipe final: "Imortal" |    |                                     |                   |                        |
| 32 | 32 | "Estrelas São Para Sempre"          | Paulo Silvestrini | 21 de novembro de 1999 |
| Beth está fissurada por um famoso cantor latino, Pablito, e decide participar de uma promoção para subir ao palco em um show dele. A garota vence o concurso e Junior ensina alguns passos de salsa para ela impressionar o ídolo. Boca vai até o camarim do show e descobre que Pablito na verdade é Paulo Maraca, um ex-baterista de sua banda que foi expulso por ser muito ruim, além de que ele na verdade não canta, mas dubla o playback. A empresária do cantor tranca Boca em uma sala para que ele não revele a verdade. O rapaz consegue se liberar e tira o playback de Pablito, revelando que ele é uma farsa. Beth acorda na sala de aula e percebe que tudo não passou de um sonho, mas decide cancelar sua participação no show do cantor e deixar de fanatismo. Ela pergunta à boca se conhece alguém com o nome de Paulo Maraca e ele confirma, dizendo que foi um ex-baterista de sua banca que ele nunca mais viu. Participação especial: Rubens Caribé como Pablito/Paulo Maraca; Tania Castello como Mercedes Del Mar Videoclipe final: "Eu Acho Que Pirei" |    |                                     |                   |                        |
| 33 | 33 | "Todos Por Todos"                   | Paulo Silvestrini | 28 de novembro de 1999 |
| Basílio não consegue se declarar para Bebel e Junior o aconselha a escrever cartas românticas e poéticas. O rapaz começa a assinar as cartas como Duque de Cascais e pede a Boca que as entregue para não levantar suspeitas ainda de quem é até ver a reação de Bebel. No entanto Boca resolve roubar as cartas e enviar para Sandy, uma vez que está apaixonado por ela. Basílio questiona Bebel se ela tem recebido cartas e ela não entende do que ele está falando. As meninas se escondem no banheiro para pegar o admirador secreto e surpreendem Boca. A turma coloca a história a limpo e descobre que as cartas eram de Basílio para Bebel e os dois acabam ficando juntos finalmente. Participação especial: Noely Lima como Noely Videoclipe final: "Baby, Eu Já Sabia" |    |                                     |                   |                        |
| 34 | 34 | "Brasilis, Um Fantasma Muito Vivo"  | Paulo Silvestrini | 5 de dezembro de 1999  |
| Max se dispõe a ajudar a turma a estudar história no domingo, mas eles começam a ouvir sons pelos corredores vazios do colégio. Junior e Gustavo sobem na sala da torre, onde fica o grêmio, para buscar os livros e se deparam com o local totalmente mudado, com decoração medieval. Um pernilongo verde sai de dentro do baú e acaba picando Clara, que começa passar mal e é carregada para a sala de aula. A turma encontra um diário antigo e começa a ler, enquanto Gustavo fica sozinho na sala da torre, onde um fantasma se materializa. Dom Brasilis se revela uma boa alma e é o único que pode curar Clara, uma vez que o que a picou não existe mais há séculos. Participação especial: José Rubens Chachá como Dom Brasilis Videoclipe final: "Vâmo Pulá!" |    |                                     |                   |                        |
| 35 | 35 | "O Enigma do Futuro"                | Paulo Silvestrini | 12 de dezembro de 1999 |
| Durante o hasteamento da bandeira, Mau derruba a bola de metal do poste e descobre que dentro dela estavam escondidos vários bilhetes da turma de 1975 sobre seus desejos para a virada do milênio. No mesmo dia o professor Borborema entrega à galera um arquivo de vídeo do mesmo grupo de estudantes de 25 anos antes, o qual mostra que o pai de Max tinha criado uma invenção tecnológica a qual foi escondida pelo pai de Boca. Nos bilhetes eles encontram um enigma do pai de Boca de onde encontrar a invenção perdida e acabam encontrando-a enterrada em um ponto certeiro do colégio. Videoclipe final: "Mais Que Uma Sombra" / "Troque a Pilha" / "Esteja no Ar" |    |                                     |                   |                        |
| 36 | 36 | "Um Amigo Mais que Oculto"          | Paulo Silvestrini | 19 de dezembro de 1999 |
| A galera organiza um amigo secreto para comemorar o fim das aulas e a proximidade do Natal. Ritinha revela que Max foi embora Paris, pois seus pais foram transferidos para lá. Bebel revela para Sandy que não trouxe presente porque não tinha dinheiro, uma vez que seus pais estão desempregados, afirmando também que teria que deixar o colégio para poder trabalhar e ajudar em casa. Dom Brasilis ouve a conversa escondido e coloca debaixo da árvore de Natal um colar de pedras preciosas para Bebel dar de presente. Sandy e Junior explicam para Camilo a situação, mas ele revela que todas as bolsas de estudos estão ocupadas. O diretor questiona Sandy sobre onde Bebel arrumou dinheiro para dar aquela joia e a turma é obrigada à revelar a existência do fantasma Dom Brasilis. Camilo entrega a joia para um museu, que resolve patrocinar a bolsa de estudos de Bebel. Participação especial: José Rubens Chachá como Dom Brasilis Videoclipe final: "As Quatro Estações" |    |                                     |                   |                        |
| 37 | 37 | "Feliz 2000 Brasil"                 | Paulo Silvestrini | 26 de dezembro de 1999 |
| Sandy e Junior preparam uma grande festa de ano novo na fazenda de sua família. A turma discute sobre seus planos para os anos 2000 e Sandy empurra todos para dentro da piscina, fazendo uma grande farra. Clara e Gustavo anunciam que terminaram, mas que ainda são grandes amigos. Patty lamenta por seus pais não virem passar o final de ano com ela novamente, mas Otacílio havia combinado a vinda deles de surpresa. Clara começa se interessar por Junior. A mãe de Bebel e o pai de Ritinha começam a se interessar. Otacílio vai até o aeroporto, mas os pais de Patty não vieram para o Brasil e a garota fica arrasada. Chega a noite, a festa começa e Sandy decide dançar com Boca. Exatamente no momento da virada de milênio os pais de Patty aparecem e ela se emociona. Participação especial: Umberto Magnani como Otacílio; Chitãozinho e Xororó como eles mesmos; Dênis Derkian como Gil de Gusmão; Daliléia Ayala como Cíntia Azevedo; Noely Lima como Noely; Paulo Coronato como pai de Gustavo; Jacqueline Cordeiro como mãe de Gustavo; Luiz Petry como Eduardo Teles de Mendonça; Monica Elisabeth como Maria Luísa Teles de Mendonça Videoclipe final: "Eu Quero Mais" |    |                                     |                   |                        |

### Segunda temporada (2000)
| # | #  | Título                                         | Direção           | Exibição original      |
| --- | -- | ---------------------------------------------- | ----------------- | ---------------------- |
| 47 | 1  | "Daqui Pra Frente Tudo Vai Ser Diferente"      | Paulo Silvestrini | 5 de março de 2000     |
| Basílio abre um trailer de lanches e contrata Irene e Valdete para trabalhar com ele, mas Boca ameaça estragar a inauguração. Gustavo começa se interessar por Sandy e Patty se incomoda por isso. Irene derruba toda a maionese comprada no chão e precisa tirar dinheiro do próprio bolso para repor. Boca vê a cena e espalha que Basílio venderá maionese estragada. A fofoca toma proporções absurdas e pela escola se comenta que a vigilância sanitária encontrou comida podre no estabelecimento. Rebeca, a professora de português, se mostra simpática no começo, mas Elvira desconfia que ela está fingindo. Camilo contrata um professor de teatro, Miguel, que desperta o interesse de Patty e Ritinha. Irene coloca laxante no lanche de Boca no colégio para impedir que ele estrague a inauguração a noite, que acontece com sucesso. Participação especial: Walter Cruz como Sr. Antunes Videoclipe final: "Imortal" (remix) |    |                                                |                   |                        |
| 48 | 2  | "Tem um Satélite Atrás de Mim"                 | Paulo Silvestrini | 12 de março de 2000    |
| Mau rouba o diário da irmã e começa a ler na sala para os meninos, que fazem chacota das cartas que ela troca com Max. Boca é convencido a instalar câmeras pelo colégio para gravar a vida pessoal de Sandy e Junior por um empresário chinês, Cao-a Lin, que pretende vender tudo como um reality show. Gustavo diz para Sandy que não consegue mais tirar os olhos dela. Basílio planeja uma festa em seu trailer sem Boca, mas ele ouve e ameaça estragar. A galera desconfia de como ele sabia e arma um plano para descobrir se Boca está lhes vigiando, mentindo que planejavam na verdade uma festa surpresa para ele. Boca ouve tudo pelas escutas e cai na armadilha, entrando na sala chorando e contando toda a verdade. Com ajuda da galera, eles armam um plano para pegar o chinês e manda-lo para a cadeia. Patty e Boca se disfarçam de Sandy e Junior para engana-lo na frente das câmeras, enquanto Junior vai de Boca com a polícia para o escritório de Cao Lin. Participação especial: David Y. W. Pond como Cao-a Lin Videoclipe final: "As Quatro Estações" |    |                                                |                   |                        |
| 49 | 3  | "Reclamar Pra Quê?"                            | Paulo Silvestrini | 19 de março de 2000    |
| Basílio se esconde no vestiário feminino para ver as garotas sem roupa, mas mas elas acabam o pegando e denunciando para Camilo. O diretor é manipulado por Rebeca para colocar um livro de reclamações na entrada do colégio, o qual só pode ser lido por quem for escrever algo. Patty tenta dar em cima do professor Miguel, mas ele não entende suas indiretas. O livro de reclamações causa uma grande confusão quando surgem mensagens criticando todos do colégio e a galera começa reclamar uns dos outros. Basílio descobre que quem estava por trás das primeiras mensagens eram apenas crianças. Sandy escreve um texto no livro sobre não ver os próprio defeitos e Camilo decide acabar com ele. Participação especial: Tatiana Thomé como professora Ana Videoclipe final: "Eu Quero Mais" |    |                                                |                   |                        |
| 50 | 4  | "Onde Foi Que Eu Perdi o Meu Sapatinho?"       | Paulo Silvestrini | 26 de março de 2000    |
| Os pais de Patty iriam receber o príncipe italiano Giacomo di Capresio, mas não podem retornar ao Brasil à tempo e cabe à Patty assumir as honras da visita. Elaconvida apenas Sandy e Junior para a recepção, pois tem medo que os demais não saibam se comportar na frente da realeza, mas os irmãos dizem que se ela não chamar todos, eles também não irão. Sandy e Patty pedem ajuda para Camilo para treinar a turma e eles começam a receber aulas de etiqueta e comportamento de Ludmila e Rebeca, mas a anfitriã começa a excluir um à um que não passam nos testes elaborado por elas. Patty sonha que o príncipe é belo, sensível e gentil como Miguel, mas quando ele chega o rapaz tem um visual punk e é totalmente diferente do que ela esperava da realeza. A garota pede desculpa aos amigos e diz que a amizade deles vale mais que qualquer requeinte Participação especial: Umberto Magnani como Otacílio; Christian Wilson (Fralda) como Giacomo di Capresio Videoclipe final: "Bye Bye" |    |                                                |                   |                        |
| 51 | 5  | "O Vulto e o Brinco de Ouro"                   | Paulo Silvestrini | 2 de abril de 2000     |
| A turma fica até anoitecer no colégio para escrever uma história de suspense para a aula de Miguel. Parte vai embora, mas Beth esquece os brincos na biblioteca e volta para buscar, quando vê um vulto. Sandy, Junior, Gustavo, Bebel e Basílio estranham sua demora e vão atrás, ouvindo sons estranhos. No outro dia Valdete conta que também viu vultos e encontrou um computador ligado de madrugada, enquanto fazia a limpeza. Eles contam o que aconteceu aos demais da turma e Junior começa a desconfiar dos que haviam ido embora. Os seis amigos começam a investigar e acham um pedaço de um papel com um código. Durante a noite eles se escondem no CEMA para descobrir quem está por trás dos acontecimentos. Junior e Basílio preparam uma armadilha que dá errado e acaba capturando Beth e Bebel. Enquanto isso, Gustavo e Sandy seguem o vulto até a sala de computação ao mesmo tempo em que Rebeca também está atrás do mistério. Eles acabam descobrindo que o vulto na verdade era Boca, que invadia a escola à noite para jogar online e o código na verdade era a senha de seu usuário. Videoclipe final: "Príncipe dos Mares" (remix) |    |                                                |                   |                        |
| 52 | 6  | "O Parque da Juracy"                           | Paulo Silvestrini | 9 de abril de 2000     |
| A turma encontra livros sobre a lenda que uma índia havia encontrado há alguns séculos uns ossos de dinossauros no local onde fica o CEMA. Camilo convida um paleontólogo para dar uma palestra na escola, porém, chegando no CEMA, ele é sequestrado por um ex-estagiário que foi pego vendendo material histórico em uma de suas expedições. O farsante chega à escola sob o pretexto de dar a palestra, enquanto na verdade está a procura de resquícios pré-históricos. Boca encontra um possível ovo de dinossauro fossilizado e Paulo o contrata para as escavações, acreditando que ele entende de paleontologia. Sandy desconfia e descobre que o professor pretende vender tudo que achar nas escavações em vez de enviar para museus. O impostor consegue um alvará para demolir o colégio em busca de restos históricos, mas Boca descobre a farsa e salva o professor verdadeiro, denunciando a verdade. O professor revela que naquele local havia realmente ossos enterrados e a turma ajuda-o a escavar. Participação especial: Nilton Bicudo como Paulo Ratto; Oscar Maroni como Professor Pedroso da Rocha Videoclipe final: "Eu Quero Mais" |    |                                                |                   |                        |
| 53 | 7  | "Fica Comigo Pra Sempre"                       | Paulo Silvestrini | 16 de abril de 2000    |
| Miguel passa um filme épico romancista e a turma toda dorme durante a exibição, menos Junior, que fica encantado com a protagonista e começa revê-lo várias vezes. Sandy pede que o irmão pare com aquela fissura e se desfaça do filme, mas ele decide ver uma última vez. Catarina sai de dentro do filme e beija Junior, enquanto Sandy e Gustavo veem e ficam impressionados. Eles a escondem a moça na rádio enquanto vão para a aula, mas a moça sai para conhecer a escola e chama a atenção de todos. As meninas decidem atualizar o visual de Catarina para que ela se passe por uma aluna normal. Sandy descobre que o longa-metragem ficou congelado sem a personagem, enquanto Catarina começa a passar mal e se sentir fraca por estar fora dele. A moça tem que voltar para dentro do filme, mas deixa a jura de amor eterno para Junior. Participação especial: Lavinia Lorenzon como Catarina Videoclipe final: "Aprender a Amar" |    |                                                |                   |                        |
| 54 | 8  | "Crescendo e Aprendendo"                       | Paulo Silvestrini | 23 de abril de 2000    |
| Cada série do CEMA precisa eleger um representante de sala para levar os problemas e soluções até o grêmio. Boca e Bebel decidem concorrer um contra o outro. Gustavo está com problemas com seus pais, que querem que ele deixe o grêmio achando que isso pode atrapalhar seus estudos, enquanto o rapaz quer seguir o sonho de se tornar um grande líder. Sandy percebe e decide ajudá-lo, aconselhando-o a conversar com a psicóloga do colégio, mas a profissional não consegue convencer os pais Gustavo. Bebel é eleita como representante do 2º ano do ensino médio. Sandy aconselha Gustavo à se dedicar mais aos estudos para aumentar suas notas, mostrando assim para os pais que pode conciliar o grêmio com o futuro vestibular. Participação especial: Amazyles de Almeida como Dra. Giza; Paulo Coronato como pai de Gustavo; Jacqueline Cordeiro como mãe de Gustavo; Tatiana Thomé como professora Ana Videoclipe final: "Vâmo Pulá!" |    |                                                |                   |                        |
| 55 | 9  | "Galera Unida Jamais Será Vencida"             | Paulo Silvestrini | 30 de abril de 2000    |
| Os pais de Patty decidem levar Otacílio para trabalhar pessoalmente com eles na Europa e avisam que enviarão uma nova governanta direto da Alemanha. Elvira e Patty ficaram arrasadas e ficam mais próximas, sendo que a garota sente pela primeira vez como é ter uma mãe por perto. Os meninos começam a fantasiar sobre a nova governanta, levando em conta o perfil das modelos vindas de lá, acreditando que ela é uma mulher loira, jovem e sensual. A governanta, Humberta Fräulein, chega no colégio e se mostra uma mulher gorda, rabugenta e autoritária, que coloca Patty em uma rotina cheia de regras e horários contados para cada atividade, sem tempo para se divertir ou conviver com os amigos. Helga decide tirar Patty do colégio para cuidar pessoalmente de sua educação, alegando que eles distraem seus estudos. A turma faz um protesto contra a governanta e Patty convence os pais a deixar Elvira como sua responsável. Participação especial: Umberto Magnani como Otacílio; Vera Achatkin como Humberta Fräulein Videoclipe final: "As Quatro Estações" |    |                                                |                   |                        |
| 56 | 10 | "Dinheiro na Mão é Vendaval"                   | Paulo Silvestrini | 7 de maio de 2000      |
| Camilo avisa que o colégio está passando por um corte de verbas e o computador destinado ao grêmio teve que ser cancelado. Boca ganha R$ 10 mil na loteria e começa a pagar para as pessoas lhe servirem, além de comprar futilidades. A galera pede dinheiro emprestado à Boca e ele aceita, desde que eles cumpram suas ordens. No dia que o equipamento chega Boca percebe que gastou todo seu dinheiro e besteira e não tem como pagar o computador. Sandy propõe para ele rifar a prancha de surf e o jet ski que ele comprou para ajudar o grêmio e ele aceita. A galera prepara uma festa surpresa para o rapaz como agradecimento Videoclipe final: "Vâmo Pulá!" |    |                                                |                   |                        |
| 57 | 11 | "Na Medida do Sucesso"                         | Paulo Silvestrini | 14 de maio de 2000     |
| Ritinha revela que lançará uma grife com suas próprias roupas e a galera se une para organizar um desfile, convidando duas das maiores críticas de moda do país, Galia e Gulia Halffmet. Irene e Valdete disputam quem será a costureira e Ritinha decide contratar ambas. Patty fica irritada quando Sandy é convidada para ser a modelo principal, a qual ela pretendia ganhar a vaga. Boca pede para desfilar ao lado de Sandy, mas Ritinha não aceita e convida Miguel, deixando-o com raiva. Para amenizar as coisas Sandy coloca os dois para serem os apresentadores do desfile. Beth passa mal antes do desfile por estar há vários dias sem comer para entrar nas roupas. Irene e Valdete erram ao confeccionar a coleção e as roupas ficam estranhas. Ritinha consegue consertar tudo até a hora do desfile, que ocorre com sucesso. Participação especial: Elizabeth Gasper como Galia Halffmet; Lilian Blanc como Gulia Halffmet Videoclipe final: "Príncipe dos Mares" |    |                                                |                   |                        |
| 58 | 12 | "Armando e Efetuando"                          | Paulo Silvestrini | 21 de maio de 2000     |
| Mau tem péssimas notas nas provas, mas mente que gabaritou todas. Camilo avisa que eles farão uma avaliação pré-vestibular de física e matemática e a galera pede para Mau dar aula, acreditando que ele realmente foi muito bem. O rapaz conta a verdade para Sandy, Junior e Beth, mas se recusa a falar para os outros com medo de ser taxado de burro. Um frisbee atinge a cabeça de Mau, que desmaia e recobra a consciência com uma inteligência genial. Ele se torna egocêntrico, acreditando que é a pessoa mais inteligente do planeta, e desafia os outros superdotados de todo o país para um desafio de matemática. Durante o desafio Irene tropeça e derruba a bandeja na cabeça de Mau, que acorda normal novamente, sem a genialidade. Participação especial: Décio Valente como Crisóstomo Nilton; Simoni Boer como Aurélia Lima Videoclipe final: "A Arte do Coração" |    |                                                |                   |                        |
| 59 | 13 | "Nem Tudo Que Brilha é Ouro"                   | Paulo Silvestrini | 28 de maio de 2000     |
| Boca decide empresariar duas crianças para ganhar o concurso Calouro de Ouro, que revelará um novo talento musical. Sob o nome artístico de Jandy & Sunior, as crianças começam a perseguir a dupla para tentar copiar tudo que eles fazem. No palco as crianças percebem que cantar não é o sonho deles. Participação especial: Tatiana Thomé como Ana; Noely Lima como Noely Videoclipe final: "Eu Quero Mais" |    |                                                |                   |                        |
| 60 | 14 | "A Pele do Cordeiro"                           | Paulo Silvestrini | 4 de junho de 2000     |
| Sem querer, Boca bate no carro de Rebeca na entrada do colégio e a professora mostra pela primeira vez sua verdadeira face, a de uma mulher arrogante e maldosa, confirmando tudo que Elvira já desconfiava. Ela começa a humilhar Sandy, por quem nunca teve apresso, e gera a revolta da galera. Duas crianças fotografam Sandy dentro do carro de Boca e Rebeca rouba uma das fotos para espalhar um boato que eles tem um romance. Além disso, ela tenta desmoralizar Sandy para os professores, que não acreditam nela. Patty pensa em publicar a foto no jornal da escola, mas Sandy desmente a história e elas vão até a diretoria denunciar a professora. Rebeca tenta se fazer de inocente, mas ninguém acredita mais em suas boas intenções. Videoclipe final: "Baby, Eu Já Sabia" |    |                                                |                   |                        |
| 61 | 15 | "O Passado é Nossa Herança"                    | Paulo Silvestrini | 11 de junho de 2000    |
| Rebeca joga fora toda a coleção de discos de vinil da dupla Zé do Rancho & Mariazinha, avós de Sandy e Junior, que ficavam guardados na rádio. Os irmãos ficam arrasados, uma vez que eram raríssimos e alguns de edição única, sendo parte de sua herança musical e familiar. Sandy decide fazer uma festa junina para celebrar a descendência da música caipira presente em sua família. Irene encontra crianças brincando com os discos e recolhe todos, entregando de volta para os irmãos. Participação especial: Zé do Rancho & Mariazinha como eles mesmos; Noely Lima como Noely; Xororó como Xororó Videoclipe final: "Maria Chiquinha" |    |                                                |                   |                        |
| 62 | 16 | "Sandy e o Homem das Mil Faces"                | Paulo Silvestrini | 18 de junho de 2000    |
| Sandy sonha que estava sozinha em um museu durante a noite quando encontra um homem sem rosto e com uma tatuagem das máscaras teatrais roubando um pote de ervilhas. Ao perceber sua presença, o criminoso a persegue, mas a garota acorda antes de ser alcançada. No outro dia, parte da turma faz uma excursão para um museu que, estranhamente, é o mesmo de seu sonhos, no qual acabou de ser roubado um valiosíssimo colar histórico. Enquanto isso Basílio e Mau vão buscar uma carga de ervilhas para fazer um festival culinária no trailer. Irene convida uma cozinheira famosa, mas Junior e Gustavo desconfiam das atitudes mulher, que acaba fugindo. Elvira conta que um famoso criminoso, conhecido como o Homem das Mil Faces, fugiu da prisão e a turma acredita que seja o mesmo do sonho de Sandy. Um fiscal chega ao colégio dizendo que vai apreender a carga de ervilha por irregularidade no armazenamento e Sandy reconhece a tatuagem em sua mão, o que o faz fugir. A turma desconfia que ele está em busca da joia roubada do museu e descobre que o bandido foi visto na mesma fábrica de alimentos que Basílio comprou as ervilhas. Após procurar em todos os potes, eles acabam achando o artefato e preparam uma armadilha para pegar o bandido na segunda noite do festival. A turma contata a polícia e Sandy aparece usando o colar como chamariz para o bandido, que a aborda obrigando à dar o colar e acaba sendo preso. Participação especial: Marcos Teixeira como Homem das Mil Faces; Henrique Benjamin como Detetive Videoclipe final: "Príncipe dos Mares"                               |    |                                                |                   |                        |
| 63 | 17 | "Boa Romaria Faz Quem em Sua Casa Fica em Paz" | Paulo Silvestrini | 25 de junho de 2000    |
| Quando os parentes vêm para passar um tempo em sua casa, acabando com a privacidade, Bebel decide buscar sua liberdade e ir morar sozinha em uma barraca de camping dentro do colégio. Rebeca reclama para Camilo e os professores percebem o quanto ela tenta envenenar o diretor contra os alunos. Ritinha se irrita com os cachorros de Mau e decide sair de casa para ir morar com Bebel, formando um acampamento sustentável juntas, com uma horta e gerador à luz solar. Camilo manda elas desmontarem tudo e voltarem para casa, mas as garotas decidem apenas mudar o acampamento de lugar, indo morar ao lado do trailer de Basílio. Beth decide ir morar com as garotas e Sandy tem a ideia de fazer um documentário sobre tudo que está acontecendo. Após alguns dias, a convivência entre elas se torna impossível e Basílio não suporta mais o acampamento atrapalhando seus negócios. Ritinha explode os fios de energia do trailer ao tentar ligar o secador em uma voltagem diferente e Basílio entra em guerra com as meninas. Uma tempestade derruba o acampamento e Bebel, Ritinha e Beth reavaliam a situação, voltando para casa. Videoclipe final: "A Arte do Coração" |    |                                                |                   |                        |
| 64 | 18 | "A Galera e o Tempo - Parte 1"                 | Paulo Silvestrini | 2 de julho de 2000     |
| Ritinha recebe uma carta de Max dizendo que, antes de ir embora para Paris, havia encontrado uma máquina do tempo nos galpões subterrâneos do CEMA. A turma encontra a máquina e as instruções, que dizem para não trazerem nada do passado para não alterar a história e que alguém deve ficar na base para comandar a ida e volta através dos aparelhos. Patty e Boca decidem ficar, enquanto o resto do grupo embarca e vai parar em 1978. Na porta de uma discoteca, eles são confundidos com Os Borbulhantes, uma banda famosa que ia tocar naquele dia, e sobem ao palco para se apresentar. Após curtir a noite, eles precisam voltar, mas Beth rouba uma flor de um dos vasos para se lembrar da viagem e muda totalmente o futuro. A galera acaba indo parar em uma brecha do tempo no futuro, onde tudo está modificado e o mundo se tornou um lugar pobre e quase sem vida. Patty e Boca são sem-teto, os professores agora são vândalos e Irene e Valdete agora são chefes do ferro-velho. Participação especial: Laert Sarrumor como Eight Night Videoclipe final: "Dancin' Days" (cover de As Frenéticas) |    |                                                |                   |                        |
| 65 | 19 | "A Galera e o Tempo - Parte 2"                 | Paulo Silvestrini | 9 de julho de 2000     |
| Basílio começa a desconfiar da atitude suspeita de Beth e ela acaba confessando que roubou a flor. A turma encontra a máquina do tempo no mesmo local de antes e decide voltar para 1978 para devolver a flor, consertando assim o paradoxo no tempo. Porém na nova realidade eles não sabem que ano estão, uma vez que não se conta mais isso, e nenhum relógio ou maquinário funciona. Junior propõe que eles criem um relógio de sol igual das antigas civilizações para saber exatamente em que ano estão, mas o dia está nublado. Enquanto Dodô e Teca preparam o relógio de sol, Junior e Gustavo começam a consertar a máquina do tempo e o resto da galera busca água para regar a flor, que está morrendo, mas descobrem que a água se tornou artigo precioso, uma vez que está quase extinta. Irene e Valdete dão água a eles em troca das joias pessoais. A galera conserta a máquina, pega de volta seus pertences e consegue voltar no tempo para 1978. Beth encontra a mesa de onde roubou a flor e devolve-a. Participação especial: Laert Sarrumor como Eight Night; Lucy Ramos, Katia Oliveira e Marlene Reis como Os Borbulhantes Videoclipe final: "Eu Quero Mais" |    |                                                |                   |                        |
| 66 | 20 | "Sortilégio de Amor"                           | Paulo Silvestrini | 16 de julho de 2000    |
| A turma vai para um parque de diversões e Sandy resolve entrar na tenda da Madame Suli. A cigana diz que o primeiro homem que ela encontrar ao sair dali será o grande amor de sua vida, mas que para que isso se realize, a profecia não deve ser contado a ninguém, jogando nela um pó aromático exótico. As meninas acham suspeito o jeito de Sandy e resolvem entrar uma a uma na tenda, tendo a mesma previsão para todas e o mesmo pó jogado nelas. Ao saírem de lá elas encontram o professor Miguel e todas creem que ele é o homem descrito pela vidente, começando a perseguir ele por todo canto. Os rapazes ficam desconfiados, mandam Basílio disfarçado como Jéssica para a tenda da cigana, que descobre toda a verdade. Eles explicam tudo a Miguel, que leva as meninas direto para Suli e ela tem que explicar o ocorrido. Participação especial: Lavínia Pannunzio como Madame Suli Videoclipe final: "Eu Quero Mais" |    |                                                |                   |                        |
| 67 | 21 | "Quem Tem Medo de Vampiro?"                    | Paulo Silvestrini | 23 de julho de 2000    |
| Sandy dá a Junior a coleção completa dos quadrinhos Pira Vampiro, o qual ele é leitor assíduo. Após adormecer, uma vampira aparece e o rapaz acaba sendo mordido. No outro dia o rapaz começa a agir de modo estranho, se escondendo do sol e permanecendo de casaco e óculos escuros a todo tempo. Ele seduz Bebel e a professora Rebeca, atacando o pescoço das duas e as transformando em vampiras também. Irene e Valdete começam a desconfiar e seguem os três, descobrindo no que os três se transformaram. Antes que possam fugir, Junior ataca Irene, mas Valdete consegue fugir e conta tudo a Sandy e Gustavo. Os três descobrem o esconderijo do grupo que está se formando e Valdete crava uma estaca de madeira no coração de Junior. O rapaz acorda e percebe que tudo não passou de um sonho, impressionado pelos quadrinhos que leu até pegar no sono. Participação especial: Camila Guebur como Vampira Videoclipe final: "Imortal" (remix) |    |                                                |                   |                        |
| 68 | 22 | "S.O.S Patty"                                  | Paulo Silvestrini | 30 de julho de 2000    |
| Patty some por vários dias e a galera decide fazer uma intervenção para tirá-la de casa, mas ela mostra sinais de estar em depressão profunda. A garota sofre pela ausência constante dos pais, que vivem na Europa e não voltam para visitá-la nunca, e sente-se mal por não ter ninguém próximo que realmente se importe consigo, abandonando o colégio. Depois de muitas tentativas Elvira finalmente consegue falar com o pai da moça e Sandy explica o que está acontecendo. Gustavo se sente culpado por não ter retribuído ao amor dela, alegando que tinha medo dos tantos problemas que ela tinha. Patty aparece no CEMA em busca de ajuda dos amigos e resolve dormir por lá, pois é onde ela se sente mais querida. Gustavo passa a noite com ela e os dois ficam mais próximos pela primeira vez. O pai de Paty volta ao Brasil e tenta reconstruir a ligação há muito tempo perdida com ela, deixando a promessa de que voltará em breve a morar no país para ficar perto da filha. Patty descobre que foi Sandy quem ligou para seu pai e a amizade das duas se fortalece. Participação especial: Tarcísio Meira como Eduardo Teles de Mendonça Videoclipe final: "Imortal" |    |                                                |                   |                        |
| 69 | 23 | "A Festa da Amizade"                           | Paulo Silvestrini | 6 de agosto de 2000    |
| A turma decide organizar a Festa da Amizade. Sandy e Clara vão ao depósito buscar um símbolo para colocar na entrada do evento e acham o local, que antes era uma bagunça, agora todo arrumado e limpo, encontrando também farelos de pão no chão que mostram que alguém esteve ali recentemente. A galera começa a investigar e encontra um rapaz que perdeu a memória escondido por lá, decidindo ajudá-lo. Borborema descobre o rapaz e leva o problema a Camilo, que conversa com o rapaz e descobre apenas uma foto que ele carregava consigo de seus pais. Basílio pede Bebel em casamento, mas lhe dá um anel de plástico, dizendo que conforme passarem os anos a joia melhorará. Camilo anuncia que o rapaz trabalhará na biblioteca do CEMA e morará por lá até conseguir descobrir seu paradeiro, enquanto a galera batiza-o com o apelido de Festa. Videoclipe final: "Vâmo Pulá!" |    |                                                |                   |                        |
| 70 | 24 | "Procura-se Desesperadamente"                  | Paulo Silvestrini | 13 de agosto de 2000   |
| Festa salva as crianças presas dentro de um elevador, mas não deixa Patty fotografá-lo para o jornal do colégio, deixando a turma com o pé atrás. Ritinha e Rebeca ficam interessadas no rapaz e começam a disputar sua atenção, porém ele não corresponde nenhuma delas. Festa se lembra do nome Lírio de Campos Sá e a galera começa a investigar, mas sem chegar a lugar algum. Patty coloca a foto do rapaz na internet e um grupo de médicos o procuram, revelando que ele é um paciente que fugiu de um sanatório próximo. Camilo contrata um advogado para soltá-lo de lá e tratar pessoalmente da recuperação de sua memória, mas Patty se revolta. Elvira dá um sermão na garota, dizendo que ela sempre pode contar com os outros, mas nunca tem compaixão com as pessoas. Irene encontra uma foto nas roupas de Festa, mas Boca a rouba e esconde. Camilo revela que conseguiu o alvará para soltar Festa e será seu curador. Participação especial: Sérgio Mastropasqua como Sílvio Alvorado; João Bourbonnais como médico Videoclipe final: "As Quatro Estações" |    |                                                |                   |                        |
| 71 | 25 | "A Noite em Que Faremos Contato"               | Paulo Silvestrini | 27 de agosto de 2000   |
| Elvira organiza um acampamento para que todos possam observar a passagem do Cometa Halley pela órbita da Terra. Basílio, Mau e Dodô arrumam um equipamento para tentar captar vida extraterrestre. Boca ouve e resolve pregar uma peça, utilizando a rádio do CEMA para emitir uma mensagem para eles como se fosse um alienígena revelando que a vida na Terra seria destruída após a chuva de meteoros no segundo dia. Durante a madrugada alguém entra na barrada de Junior e o beija, deixando o rapaz instigado sobre quem foi. Basílio resolve estocar bolinhos de bacalhau para a posteridade, enquanto Mau só consegue chorar descontroladamente. Dodô decide se declarar para Clara, dizendo que a ama há muito tempo e deixando Teca horrorizada, que acaba terminando com ele. Na segunda noite a chuva de meteoros acontece sem nenhum estrago e Boca zomba da pegadinha que pregou nos rapazes. Alguém beija Junior novamente, mas o rapaz marca a mão da pessoa com uma caneta esferográfica para descobrir quem foi. No entanto, no dia seguinte, todas as meninas estão com marcas nas mãos, uma vez que todas comeram os bolinhos de Basílio que estavam embrulhados em papéis com mensagens para a posteridade, deixando Junior sem nunca saber quem era a mulher misteriosa. Videoclipe final: "A Arte do Coração" |    |                                                |                   |                        |
| 72 | 26 | "Ciranda, Cirandinha"                          | Paulo Silvestrini | 3 de setembro de 2000  |
| Junior esbarra em uma moça na entrada do colégio e se apaixona à primeira vista, mas acaba descobrindo que ela na verdade é uma professora do primário do CEMA. Basílio organiza a Festa da Lua Azul, no qual os casais são sorteados para dançarem juntos, causando grande confusão entre a turma quando Sandy cai com Gustavo e deixa Patty com ciúmes. Bebel está incerta se deve continuar o namoro com Basílio. Junior tenta convidar Ana para a festa, mas não consegue se expressar. Na aula de teatro Miguel designa Gustavo e Sandy para os papéis principais e Patty como antagonista, o que deixa-a irritada e o rapaz começa a perceber que o relacionamento deles não vai vingar. Durante a festa Junior descobre que Ana está interessada em Miguel e fica arrasado. Dodô percebe que não gosta realmente de Clara e volta com Teca, enquanto Bebel decide dar uma nova chance para seu romance com Basílio. Participação especial: Tatiana Thomé como Ana Videoclipe final: "No Fundo do Coração" (remix) |    |                                                |                   |                        |
| 73 | 27 | "Independência é Arte"                         | Paulo Silvestrini | 10 de setembro de 2000 |
| Boca é convocado para o exército e fica revoltado. Na saída da sala ele acaba esbarrando em um garoto que está entregando mercadorias no colégio, que não responde às perguntas da galera e acaba fugindo assustado após ser cercado por eles. Sandy descobre que o garoto na verdade é deficiente auditivo e a turma vai visitar o colégio de deficientes auditivos e de mudez para se desculpar com Ernesto e aprender um pouco da linguagem de sinais. Boca decide mentir que também é surdo para se livrar do exército, mas o Tenente desconfia e acaba punindo-o antes de dispensá-lo do serviço militar. Elvira organiza uma festa em comemoração da independência do Brasil e Sandy tem a ideia de levar a turma do colégio o qual foram visitar, colocando Helena para traduzir tudo que era falado e cantado para os deficientes auditivos. Mau se interessa por uma das garotas e acaba aprendendo a linguagem de sinais para conseguir conquistá-la. Participação especial: Rafael Orlando Chibane como Ernesto; Rebeca Nemer como Helena; Milhem Cortaz como Tenente William Videoclipe final: "Hino Nacional Brasileiro" |    |                                                |                   |                        |
| 74 | 28 | "A Garota dos Meus Sonhos"                     | Paulo Silvestrini | 17 de setembro de 2000 |
| Basílio e Boca tentam reproduzir uma poção da beleza no laboratório, mas não conseguem chegar ao resultado. O editor-chefe da revista teen Maneiríssima chega ao colégio para convidar Sandy para ser a próxima capa e lança o concurso do Garoto dos Meu Sonhos, no qual o vencedor estampará a publicação ao lado dela. Boca se inscreve para impressionar Sandy, mas é totalmente desestimulado quando Alvinho, um ex-aluno galã, decide participar também. Os garotos tentam ajudar Boca a se tornar apto ao concurso, mas não conseguem fazer com que ele mude. Festa consegue reproduzir a fórmula da beleza e Boca a toma. Quando Alvinho está prestes a ser anunciado como vencedor, as luzes do evento se apagam e Boca surge repaginado, cantando e dançando para Sandy, e os jurados decidem torná-lo o campeão. O efeito da poção causa um revertério e Boca acaba paralisado, tendo Sandy que beijá-lo para voltar ao normal. Participação especial: Fausto Maule como Alvinho; Paulo Gandolfi como Roberto Videoclipe final: "As Quatro Estações" |    |                                                |                   |                        |
| 75 | 29 | "Hoje Tem Marmelada?"                          | Paulo Silvestrini | 24 de setembro de 2000 |
| Miguel traz um circo para ensinar à turma um pouco da arte do improviso. Os bancos cortam a verba do CEMA e Camilo se depara com as contas no vermelho, tendo a energia eletrônica, telefone e internet cortados, além da falta de material e alimentos. Elvira não consegue falar com o contador, que desapareceu subitamente. Um oficial de justiça entrega uma documento que mostra que nenhuma conta ou tributo foi pago nos últimos 3 anos e que, se a dívida não for quitada em uma semana, o colégio será fechado e leiloado. Basílio, Mau e Boca decidem invadir o escritório do contador e descobrem que ele estava desviando o dinheiro da escola há anos e fugiu do país, deixando para trás apenas dívidas. Com a ajuda do pessoal do circo, a turma prepara um espetáculo artístico para arrecadar fundos e salvar o CEMA de ir ao leilão e consegue pagar parte das dívidas. Os documentos que provam a fraude são entregues à polícia, que consegue prender o contador e reaver a outra parte do dinheiro. Participação especial: Wellington Nogueira como Palhaço Sirigaita; Figurinha como ele mesmo Videoclipe final: "Em Cada Sonho" (remix) |    |                                                |                   |                        |
| 76 | 30 | "A Alma do Negócio"                            | Paulo Silvestrini | 1 de outubro de 2000   |
| Basílio começa a cobrar os guardanapos, copos e canudos utilizados em seu trailer, além de aumentar o preço dos produtos, entregando uma conta incrivelmente alta para Ritinha, Mau e Beth. A galera acha um absurdo cobrar por materiais usados no consumo e os três devedores decidem abrir uma barraquinha de lanches naturais para concorrer. Sandy, Clara, Gustavo e Teca decidem apoiar o comercio natural, enquanto Bebel, Dodô e Patty ficam do lado de Basílio. Junior tenta se manter fora da disputa, mas o dono do trailer o obriga a apoiá-lo e Rebeca aproveita a situação para enviar as informações de forma deturpada aos jornais, dizendo que os irmãos estão brigando publicamente. Gustavo e Patty discutem e o rapaz propõe que eles terminem, mas se surpreende ao ver que a garota concordou pela primeira vez, ficando arrasado em não tê-la correndo atrás como sempre. Os dois grupos começam a disputar o público e diminuem os preços drasticamente, chegando ao ponto de terem prejuízo apenas para conseguir vencer. Sandy e Junior propõem que, em vez de competirem, eles se juntem e os dois grupos formam uma parceria. Gustavo volta a ficar com Patty e Camilo descobre que Rebeca plantou a notícia maldosa, aplicando nela uma punição. Participação especial: Flávio Belinni como Almeida Videoclipe final: "Eu Quero Mais" |    |                                                |                   |                        |
| 77 | 31 | "Por Uma Questão de Ordem"                     | Paulo Silvestrini | 8 de outubro de 2000   |
| Camilo tem que se afastar do colégio após pegar catapora e Rebeca arquiteta para ficar em seu lugar. A turma começa a gravar um programa de televisão para a aula de Miguel e Rebeca cancela para provocar os alunos. A nova diretora começa a mudar os planos de aulas dos professores, gerando a revolta deles, e impede Boca de se vestir com seu estilo habitual. Rebeca suspende o rapaz e Clara organiza um protesto contra o autoritarismo dela, recebendo a mesma punição. Sem se deixar abater, a garota leva a turma para a porta do CEMA e o protesto começa. Rebeca ameaça expulsar Sandy, Junior, Clara, Boca e Gustavo se a revolta não terminar e Elvira interfere, chamando Camilo de volta. O diretor tira a professora do cargo e a obriga a se retratar com os alunos, cancelando as suspensões e colocando Elvira em seu posto. Videoclipe final: "Imortal" (remix) |    |                                                |                   |                        |
| 78 | 32 | "Amar É..."                                    | Paulo Silvestrini | 15 de outubro de 2000  |
| A turma está montando uma versão moderna de Romeu e Julieta e começa discutir sobre a forma de amar diferente dos homens e das mulheres. Festa vai assistir Ritinha na aula de teatro, mas Rebeca aparece e dá em cima do rapaz para provocar ciúmes e a garota vai embora arrasada. Festa pede explicações sobre seu comportamento estranho e Ritinha expõe seus sentimentos, dizendo que quer ser mais que sua amiga e o beija. O rapaz fica confuso e foge, encontrando a paz dentro da capela do colégio, onde estranhamente começa a rezar em latim. Sandy aconselha a amiga a não desistir de seus sentimentos, mas pede para que ela tenha calma, uma vez que o garoto ainda nem sequer recuperou sua memória e tem problemas com isso. Participação especial: Tatiana Thomé como Ana Videoclipe final: "Baby, Eu Já Sabia" |    |                                                |                   |                        |
| 79 | 33 | "Um Cara Como Você"                            | Paulo Silvestrini | 22 de outubro de 2000  |
| Patty organiza um jantar para apresentar Gustavo à família, mas o rapaz diz que ainda não está pronto para isso, fazendo com que ela termine o relacionamento e passe a ignorá-lo. Clara encontra o garoto sozinho no vestiário e os dois tem uma conversa sobre o tempo que namoravam, quase se beijando. Logo após, ele encontra Sandy e fica pensativo sobre seus sentimentos por ela. Ritinha pede desculpas a Festa por beijá-lo, mas não consegue se reaproximar. Gustavo fica com ciúmes de Patty e se questiona sobre o que sente pelas três garotas. Clara pede ajuda à Sandy para marcar um encontro às escuras com Gustavo e ele pensa que a garota que vai encontrá-lo na verdade é a própria Sandy. Ao chegar no local ele percebe que a admiradora secreta é Clara, a ex, diz que a história deles foi especial, mas deve ficar no passado. Gustavo pensa em procurar Sandy para revelar o que sente, porém se depara com Patty antes, que o convence a reatar o relacionamento. Videoclipe final: "Sua Estrela Sou Eu" |    |                                                |                   |                        |
| 80 | 34 | "Os Santinhos do Pau Oco"                      | Paulo Silvestrini | 29 de outubro de 2000  |
| Irene está interessada em Borborema e a turma arma um encontro surpresa para ele. No entanto, mesmo a cantineira se produzindo, o professor não nota que ela está tentando chamar sua atenção. Festa diz à Ritinha que beijá-la foi como se ele estivesse pecando e Rebeca entra na sala na hora para dar em cima do rapaz. Patty e Sandy inscrevem Irene numa agência de namoro. Rebeca tenta envenenar Ritinha contra Ludmilla e Elvira, mas as duas se revoltam com o cinismo da professora. Gustavo finalmente confessa que quer ficar com Sandy, mas ela não aceita, dizendo que não vale a pena magoar uma amiga por isso. O par designado pela agência de encontros para Irene se mostra um picareta e começa a dar em cima de Valdete, que conta toda a verdade para a amiga. Para se vingar de Rebeca, Ritinha marca um encontro entre Sandoval e ela, que acredita que foi Festa que mandou os bilhetes e vai até o local conferir. Sandoval tenta agarrar Rebeca, que acaba sendo chacota da turma. Participação especial: Ney Piacentini como Sandoval Videoclipe final: "O Xote das Meninas" (cover de Luiz Gonzaga) |    |                                                |                   |                        |
| 81 | 35 | "É Primavera"                                  | Paulo Silvestrini | 5 de novembro de 2000  |
| Com o Festival da Primavera chegando, Elvira decide mudar as regras para eleição da rainha – que sempre era ganho por Patty – substituindo os quesitos de beleza e outras superficialidades pela ideia filantrópica de que levaria a coroa quem vendesse mais votos, dos quais o dinheiro seria revertido para a caridade. Junior e Clara finalmente começam a desenvolver o interesse um pelo outro e se beijam. Patty começa a disputar com Sandy e vende os votos para Gustavo em troca de beijos. Ritinha tenta fazer o mesmo com Festa, mas ele lhe diz que prefere pagar sem receber nada em troca, fazendo com que a garota agarre-o e beije mesmo assim. Sandy descobre que o sonho de Bebel sempre foi ser eleita rainha, mas que ela não vendeu nenhum voto por não fazer o padrão de beleza. Ela decide fazer um pequeno show em troca de votos para Bebel e, exceto por Patty, as demais meninas juntam seus votos para fazer com que Bebel finalmente vença e realize seu desejo. Os garotos disputam o tradicional cabo de guerra contra a turma do 3º ano e vence. Participação especial: Felipe Aukai como Marquinhos Videoclipe final: "As Quatro Estações" |    |                                                |                   |                        |
| 82 | 36 | "Um Estranho no Ninho"                         | Paulo Silvestrini | 12 de novembro de 2000 |
| Basílio percebe que anda sumindo comida em seu trailer, mas não consegue capturar nenhum animal com as armadilhas que coloca noite após noite. Camilo diz que alguém também esteve na capela do CEMA durante a noite recentemente e Festa encontra cobertas e restos de comida no local. O rapaz recobra parte da consciência e lembra que é um seminarista estudando para ser padre. Os rapazes preparam uma nova armadilha e descobrem que quem estava roubando comida era um garoto carente de rua, deixando que ele more no trailer até encontrar um lar. Festa conta a verdade para Ritinha e ela pensa em dizer que vai desistir do que sente por ele, mas é impedida por Sandy, que diz que ele precisa recuperar toda a consciência antes de decidir se quer mesmo seguir a missão religiosa ou dar outro rumo para sua vida. Patty conta para Rebeca sobre o menino e ela chama a assistência social, gerando a revolta de toda a galera, que passa a não confiar mais na garota. Festa encontra a tia do garoto em uma delegacia dando parte de seu desaparecimento e o leva para o colégio para explicar que ela estava internada e o garoto aproveitou para fugir de casa da vizinha com quem ficou. Participação especial: Bruno Bezerra como Misael Calisto; Rita Ivanoff como Dalva Calisto; Carlos Mani como assistente social Videoclipe final: "No Fundo do Coração" (remix) |    |                                                |                   |                        |
| 83 | 37 | "Mentiras e Verdades"                          | Paulo Silvestrini | 19 de novembro de 2000 |
| Irene organiza um almoço de aniversário na rua de sua casa e convida a galera, que se junta para comprar uma geladeira nova de presente. Patty chega atrasada no ônibus que levará o pessoal e se depara com Gustavo sentado com Sandy, presumindo que os dois estavam ficando pelas suas costas e terminando o relacionamento com ele mais uma vez. Ela convida Marquinhos para ir com ela na festa em seu próprio carro para provocar ciúmes em Gustavo e aproveita para mentir para Boca que Sandy fez questão que ele fosse ou iria ficar arrasada. Irene apresenta Rebeca para seu tio, que diz que ela já passou da idade de ser balzaquiana. Sandy explica a verdade para Boca, enquanto Beth conta para a galera que Patty e Gustavo já transaram. Os sobrinhos de Irene implicam com a galera e Junior aceita o desafio de capoeira, mostrando que eles todos podem ser amigos. Gustavo tenta se aproximar de Sandy, mas ela foge e diz para ele pôr um ponto final na história com a ex. Ritinha conta a ele que Patty anda espalhando que eles transaram e o rapaz diz que é mentira. Bebel quer que Basílio venda o trailer para montar um restaurante de luxo. O rapaz reclama com Teca, que apoia a amiga e o deixa falando sozinho. Gustavo confronta as mentiras de Patty e coloca definitivamente um ponto final na história deles, dizendo que tentou se apaixonar por ela, mas nunca conseguiu realmente. Participação especial: Felipe Aukai como Marquinhos; Walter Breda como Tio Walter; Rogério Bandeira e Francisco Cabrera como sobrinhos de Irene Videoclipe final: "Verdade" (cover de Zeca Pagodinho) |    |                                                |                   |                        |
| 84 | 38 | "O Feitiço do Arco-Íris"                       | Paulo Silvestrini | 26 de novembro de 2000 |
| A relação de Sandy e Patty chega ao estopim quando elas ficam em times rivais no torneio de vôlei do CEMA, gerando uma grande briga entre elas. A turma decide ignorar Patty por um tempo na esperança que se torne uma pessoa melhor se ficar sem amigos, enquanto Elvira pune as duas garotas mandando-as catalogar todos os tipos de minerais encontrados no jardim da escola. Começa a chover e um estranho fenômeno acontece quando elas passam debaixo do arco-íris, fazendo com que as duas troquem de corpos: Sandy vai parar no corpo de Patty e vice-versa. Irene e Valdete veem a troca e tentam descobrir como fazer a troca novamente. A falsa Sandy aproveita para seduzir Gustavo e Boca, dizer para Junior que ela quer receber mais pelos shows e causar uma grande confusão. Ela tenta ficar com Gustavo, mas ele lhe dá um fora dizendo que ela está insuportável igual sua ex. Enquanto isso a falsa Patty tenta explicar a história para a galera, mas ninguém lhe ouve. Irene e Valdete contam a verdade para a turma e mostram um livro que ensina resolver a confusão. Junior toca o tambor que faz um novo arco-íris surgir no céu e Patty e Sandy voltam ao seus corpos originais. Participação especial: Tatiana Thomé como Ana Videoclipe final: "Imortal" (remix) |    |                                                |                   |                        |
| 85 | 39 | "Azarar é Preciso"                             | Paulo Silvestrini | 3 de dezembro de 2000  |
| As meninas estão achando os rapazes imaturos e decidem conhecer novas pessoas. O trailer de Basílio está à beira da falência e, para salvá-lo, os garotos organizam uma noite da azaração para atrair novas mulheres. Clara e Junior tem a primeira crise e ela decide terminar o namoro. Festa se despede de Ritinha e vai em busca de respostas sobre seu passado. Sem saber por onde começar, eles recorrem às garotas, que montam uma noite de solteiros temática da década de 1970, mas aproveitaram para convidar majoritariamente homens. Ninguém da galera consegue se dar bem na noite e acabam percebendo que ganhavam mais se divertindo entre eles mesmo. Clara e Junior voltam a namorar. Videoclipe final: "Príncipe dos Mares" (remix) |    |                                                |                   |                        |
| 86 | 40 | "Boca Também Tem Coração"                      | Paulo Silvestrini | 10 de dezembro de 2000 |
| A galera decide se unir para fazer Boca finalmente passar de ano, uma vez que ele repetiu a mesma série por três anos. Festa retorna e revela para Ritinha que descobriu tudo sobre seu passado e que ele seguirá como seminarista para se tornar padre. As meninas tentam roubar o histórico de Boca para descobrir como ajudá-lo, mas Festa tranca o armário de arquivo. Por sorte, a psicóloga Giza aparece para guardar o histórico do rapaz e elas finalmente conseguem levá-lo escondido, desvendando que ele sofre de crises de baixa autoestima por ter pais muito repressores e conservadores. Enquanto isso os meninos se prontificam a estudar com o rapaz para que ele passe nas provas. Ritinha acredita que a única forma de Boca melhorar seu comportamento rebelde é se apaixonar e Patty conta que conhece uma garota interessada nele, Juju, uma das líderes de torcida, que tem o mesmo estilo rocker dele. O rapaz se apaixona por Juju, se torna mais confiante e começa a se dar bem nos estudos. Rebeca desconfia por Boca saber a matéria e exige que Camilo o reprove novamente, alegando que as pessoas não podem mudar. Boca descobre o plano, achando que Juju não gostava dele, apenas estava o enganando a mando da turma. A garota o confronta dizendo que ela está apaixonada por ele e a galera explica que todos ali o adoram, pois ele é parte do grupo de amigos. Camilo rebate Rebeca e aprova o rapaz. Participação especial: Amazyles de Almeida como Dra. Giza; Thaís Barbeiro como Juju Videoclipe final: "A Arte do Coração"                                                             |    |                                                |                   |                        |
| 87 | 41 | "O Dia do Caçador"                             | Paulo Silvestrini | 17 de dezembro de 2000 |
| Camilo apreende uma revista erótica que Boca levou para dentro do colégio, enquanto a galera começa a estudar para o simulado do vestibular. Salomé Assunção, uma representante do conselho do CEMA, é enviada para a escola para avaliar a equipe docente e a qualidade do ensino, mostrando-se uma mulher conservadora e arrogante, que humilha os professores. Ela anda anonimamente pelo colégio e ouve as reclamações de Boca, as quais leva em consideração como se fossem verdadeiras e um pensamento geral. Ao avaliar a sala de Camilo, Salomé encontra a revista erótica e se choca ao pensar que é do diretor. A galera fica sabendo e decide convocar os conselheiros para um café da tarde para que eles vejam pessoalmente como o colégio é realmente, além de Boca contar que a revista é dele. O presidente do conselho e pai de Salomé vê com bons olhos tudo e anula o relatório da filha, desligando-a do CEMA e enviando-a para o exterior. Participação especial: Ariela Goldmann como Salomé Assunção; Chico Martins como Leandro Assunção Videoclipe final: "Eu Quero Mais" |    |                                                |                   |                        |
| 88 | 42 | "Olha Quem Veio Para o Natal"                  | Paulo Silvestrini | 24 de dezembro de 2000 |
| A turma está preparando uma festa de Natal para crianças carentes de um orfanato, porém os presentes somem na última hora. Valdete encontra um senhor andarilho sendo maltratado e resolve ajudá-lo dando o que comer e beber. Rebeca faz comentários cruéis sobre as crianças e é repreendida por Camilo. Patty se dispõe a comprar novos presentes, mas a festa começa e não há mais tempo, então a turma decide procurar pelo colégio alguma pista do ladrão. A turma chega na biblioteca e se depara com o andarilho conversando com três senhores, que se revelam ser os Três Reis Magos e ele se apresenta como Chirrás, o quarto rei mago que não chegou a tempo para presentear o menino Jesus em seu nascimento. Chirrás explica que pegou os presentes, pois ele sempre os leva para crianças carentes, sem saber que aquele já era o mesmo destino deles. A galera propõe que o quarto rei mago se vista como Papai Noel e entregue ele mesmo os presentes aos órfãos, cumprindo de uma vez por todas sua missão. Participação especial: Serafim González como Chirrás; Paulo Goya como Melchior; Ivan de Almeida como Baltasar; Tácito Rocha como Gaspar; Gérson de Abreu como Aquiles; Tatiana Thomé como Ana Videoclipe final: "A Lenda" |    |                                                |                   |                        |
| 89 | 43 | "Sandy & Junior e o Senhor do Tempo"           | Paulo Silvestrini | 31 de dezembro de 2000 |
| Patty está preparando uma festa à fantasia de ano novo e planeja beijar Gustavo no momento da virada, seguindo o conselho de uma cigana que lhe disse que, se ela fizesse isso, o rapaz seria seu para sempre. A anfitriã prende Sandy e Junior no porão de sua casa para poder concretizar seus planos sem interferência, mas um segundo antes da virada os relógios param e todos se congelam, menos os irmãos. Eles foram protegidos pelos amuletos que utilizavam, dados por sua avó, duas joias milenares de proteção inigualável. O Senhor do Tempo aparece e diz que parou o tempo e o ciclo da vida, uma vez que a humanidade estava caminhando para um futuro obscuro pelas atrocidades que os humanos estavam fazendo. Os irmãos tentam agir em favor das pessoas boas que existem no mundo e o Senhor do Tempo propõe que apenas os dois continuem conscientes, uma vez que têm coração bom. Eles se recusam a ficar sem as demais pessoas e pedem para ser congelados também, porém antes querem ter a chance de beijarem seus respectivos pares pela última vez. O ancestral concede o desejo e fica tocado pela generosidade de Sandy e Junior, revogando sua decisão e descongelando o tempo novamente. Participação especial: Edson Montenegro como Senhor do Tempo; Cleide Queiroz como Suré Videoclipe final: "Vâmo Pulá!" |    |                                                |                   |                        |

### Terceira temporada (2001)
| # | #  | Título                                     | Direção           | Exibição original      |
| --- | -- | ------------------------------------------ | ----------------- | ---------------------- |
| 101 | 1  | "Luz, Câmera, Ação: Parte 1"               | Paulo Silvestrini | 1 de abril de 2001     |
| A galera começa a produzir um curta-metragem para a aula de Miguel, mas são obrigados à incluir Alvinho, um ex-aluno. O trailer de Basílio some e eles descobrem que alguém fez uma falsa denúncia, dizendo que o veículo estava abandonado. Junior e Clara terminaram durante as férias, mas decidem ficar de vez em quando. Patty retorna das férias em Tóquio como gueixa e revelando que abriu mão dos bens materiais. Os meninos vão ao ferro-velho buscar o trailer e o dono do local exige que eles paguem uma multa para devolvê-lo, porém eles não tem a quantia. Patty chega e paga a multa. A turma descobre que quem fez a denuncia foi Alvinho, que quer abrir um bar concorrente, e Sandy o dispensa do filme. Rebeca fica responsável pelo contato do grêmio com a equipe letiva e começa a implicar com Sandy, que está coordenando o filme. A turma faz uma festa de arrecadação de fundos para alugar um galpão e expandir os negócios do trailer, tendo agora cobertura para as mesas e um pequeno palco. Eles fecham uma parceria com a banda que era de Alvinho para tocar na reinauguração do trailer, mas o rapaz confisca todo equipamento dela. Participação especial: Edson Magalhães como Camelão; Tales Vinícius como Beleza; Paulo Goya como professor Galeno Videoclipe final: "Eu Quero Mais" |    |                                            |                   |                        |
| 102 | 2  | "Luz, Câmera, Ação: Parte 2"               | Paulo Silvestrini | 8 de abril de 2001     |
| Alvinho começa a criar atritos com Junior e aproveita para dar em cima de Clara para provoca-lo. A garota, que percebe a atitude, pede a falsa ajuda ao rapaz para testar um experimento químico capilar e tinge seu cabelo de várias cores propositalmente. Rebeca tenta influenciar Camilo contra o filme de Sandy. A garota conta que exibir o filme no Espaço Detonação é a única forma de atrair público para conseguir pagar o investimento, mas Rebeca rebate que a montagem é exclusiva da escola. Camilo faz uma votação entre os professores e eles decidem por ajudar a turma e liberar a exibição do filme. Patty e Boca chantageiam Alvinho para liberar o equipamento da banda, mas ele enrola os dois e diz aos demais que liberará tudo se puder se tornar sócio no espaço. Basílio concorda, desde que ele traga as notas do equipamento e Alvinho age estranho sobre isso. Boca o segue e descobre que a aparelhagem era do dono do ferro-velho e a galera fecha o aluguel do equipamento diretamente com ele, colocando o rapaz para fora da sociedade. Participação especial: Paulo Goya como professor Galeno; Edson Magalhães como Camelão; Tales Vinícius como Beleza Videoclipe final: "Príncipe dos Mares" |    |                                            |                   |                        |
| 103 | 3  | "Gully, Um Viajante do Espaço"             | Paulo Silvestrini | 15 de abril de 2001    |
| A galera visita uma feira de tradições nordestinas e o rato de estimação de um dos vendedores entra na bolsa de Patty. Junior se interessa por uma garota, mas não sabe o nome dela. O rato sai da bolsa no colégio e aterroriza todos, fazendo com que Patty arme uma campanha para caça-lo e ofereça uma recompensa para quem se livrar dele. Irene volta das férias grávida e casada. Clara e Patty fazem a inscrição para o ENEM. Junior reencontra a garota e descobre que seu nome é Carol, mas que ela é irmã de Alvinho. Participação especial: Francisco Carvalho como Vendedor da feira nordestina; Paulo Goya como professor Galeno; Amazyles de Almeida como Dra. Giza Videoclipe final: "O Xote das Meninas" (cover Luiz Gonzaga) |    |                                            |                   |                        |
| 104 | 4  | "Um Doce Perigo"                           | Paulo Silvestrini | 22 de abril de 2001    |
| Clara está apreensiva com o distanciamento de Junior e Gustavo a consola. Junior marcam um encontro com Carol e os dois começam a ficar. Sandy descobre que ele está se envolvendo com a irmã de Alvinho e fica preocupada. Junior conta para Clara que está ficando com outra e ela fica irritadíssima. Patty se interessa por Festa e decide disputá-lo com Ritinha. Alvinho descobre que Junior está saindo com sua irmã e tenta agredi-lo com um pedaço de madeira, mas Boca o salva e dá uma surra no rapaz. Participação especial: Tatiana Thomé como Ana; Tales Vinícius como Beleza; Paulo Goya como professor Galeno Videoclipe final: "No Fundo do Coração" (remix) |    |                                            |                   |                        |
| 105 | 5  | "O Herói de Papel"                         | Paulo Silvestrini | 29 de abril de 2001    |
| Sandy está produzindo uma peça teatral sobre um herói justiceiro com o nome de J. Solo e convida Basílio para ajudá-lo colocando o contraponto crítico. O rapaz começa a se sentir atraído pela amiga e imaginar que J. Solo está o ajudando a conquista-la. Junior fica preocupado com o sumiço de Carol e Gustavo se veste de garota para ir até a casa dela como se fosse uma amiga, descobrindo que Alvinho não tem deixado a irmã sair de casa. Participação especial: Tom Radtke como J. Solo; Paulo Goya como professor Galeno Videoclipe final: "Vâmo Pulá!" (remix) |    |                                            |                   |                        |
| 106 | 6  | "O CEMA Faz 100 Anos"                      | Paulo Silvestrini | 6 de maio de 2001      |
| Camilo organiza uma maratona para comemorar os 100 anos do CEMA. Sandy começa a treinar, mas Basílio deixa um peso de academia cair no pé dela sem querer e acaba impossibilitando sua participação. Junior e Alvinho decidem resolver seus problemas na maratona – se Junior vencer Alvinho não implica com seu namoro com Carol, mas se Alvinho ganhar Junior terá que ajudar ele a conquistar Sandy. Patty decide participar e contrata Albert, um personal trainer bonitão para se aproveitar dele. Alvinho e um amigo colocam sonífero em uma garrafa de água para que Junior beba e perca, mas Irene pega a garrafa antes, acreditando estar sem dono, e despeja a água de volta no galão. Os competidores enchem suas garrafas antes da maratona e acabam todos caindo de sono pelo caminho. O professor Borborema, o único que não bebeu, acaba ganhando a prova. Participação especial: Raoni Carneiro como Ernesto; João Paulo como Albert; Paulo Goya como professor Galeno; Edson Magalhães como Camelão Videoclipe final: "Eu Acho que Pirei" |    |                                            |                   |                        |
| 107 | 7  | "A Mão Que Embalança o CEMA"               | Paulo Silvestrini | 13 de maio de 2001     |
| Durante a festa de comemoração dos 100 anos do CEMA Camilo agradece ao trabalho de Sandy e Rebeca se sente humilhada por não ser citada, jurando que se vingará da aluna. Gustavo tenta ficar com Clara novamente, mas ela se esquiva. O rapaz conta à Basílio que está a fim da ex, mas Beth ouve e começa a espalhar o boato. Sandy procura Camilo para pedir um vale-alimentação para os músicos da banda que tocou na festa, mas só encontra Rebeca, que diz que é só colocar o nome dela e que a alimentação pode ser liberada para todos os alunos para consumir o quanto quisessem por conta do colégio. Ritinha fica com Alvinho e a galera se revolta. Irene entrega a Camilo a conta do consumo e percebe que Sandy assinou por Rebeca, mas a professora nega que autorizou, dizendo que não sabia de nada e concretizando seu plano de vingança. Camilo diz que Sandy não poderá tomar nenhuma decisão financeira no grêmio mais e ameaça expulsá-la, fazendo com que ela peça sua demissão da direção artística também e saia chorando de sua sala. Boca encontra a garota e a consola. O Senhor do Tempo se materializa e pede para que ela tenha calma, pois tudo uma hora se resolve. Sandy diz à Camilo que ficará na direção artística e que provará sua inocência alguma hora. Participação especial: Paulo Goya como professor Galeno; Edson Montenegro como Senhor do Tempo; Tatiana Thomé como Ana Videoclipe final: "Malia" |    |                                            |                   |                        |
| 108 | 8  | "O Feitiço Contra o Feiticeiro"            | Paulo Silvestrini | 20 de maio de 2001     |
| O Detonação está com as contas no vermelho, mas Patty consegue o contrato para o baile de debutante de Alicinha, uma garota rica que poderá soldar as dívidas. Rebeca humilha Galeno durante a reunião de professores e ele fica revoltado. No dia da reunião com a família da debutante a galera descobre que Patty vendeu Junior como parte do pacote para ser príncipe da festa, mas a garota é grudenta e está apaixonada pelo cantor. Gustavo e Clara retomam o namoro. Sandy se lembra que Galeno estava na sala no dia da confusão com Rebeca e Festa procura o professor, gravando sua conversa com ele para provar a inocência da amiga. Sandy e Festa mostram a gravação à Camilo, que estuda o que fará com a professora. Na noite da festa Alvinho prende Junior dentro do carro para impedi-lo de chegar no local, mas Carol o salva. A armação vai por água abaixo quando Alicinha fica interessada em Alvinho na festa e pede para que ele seja seu príncipe. Participação especial: Paulo Goya como professor Galeno; Isabela Oliveira como Alicinha Leme do Prado; Claudia Schapira como Stella Leme do Prado Videoclipe final: "You're My #1" |    |                                            |                   |                        |
| 109 | 9  | "Bye Bye, Gully"                           | Paulo Silvestrini | 27 de maio de 2001     |
| Sandy descobre que Gully, o rato de estimação do grêmio, é um ser extraterrestre e Junior resolve contar a verdade para a galera. Gustavo acabou de completar 18 anos e compra um carro. Uma fita anônima chega até Camilo, contando a gravação de uma conversa do professor Galeno contando que Rebeca armou para Sandy no dia da festa de comemoração dos 100 anos do CEMA, influenciando a garota à assinar por ela sob a intenção de acusá-la de falsificação e causar uma possível expulsão. Desesperada, Rebeca pede desculpas para Sandy e pede para que ela a ajude. Clara termina com Gustavo novamente, dizendo que precisa encontrar seu caminho sozinha. A galera consegue ajudar Gully a voltar para seu planeta. Participação especial: Tatiana Thomé como Ana Videoclipe final: "Imortal" (remix) |    |                                            |                   |                        |
| 110 | 10 | "Mas Quem é Essa Garota?"                  | Paulo Silvestrini | 3 de junho de 2001     |
| Durante a entrega de mantimentos na cantina do CEMA, Valdete ouve um gemido de dentro de uma das caixas e chama a turma, porém ao abrirem a caixa eles só encontram um canivete. Ritinha e Alvinho engatam um relacionamento sério e planejam viajar juntos. A garota pede ajuda para Sandy para mentir para o pai que dormirá na casa dele durante os dias que estará fora. Dorinha joga um copo de suco em Rebeca quando a pega falando mal de Sandy, discutindo com a professora para defender a aluna. Dorinha leva Junior para o carro de Gustavo, mas Carol pega os dois, achando que está acontecendo algo entre os dois. Os meninos começam investigar quem estava dentro da caixa e encontram fitas do Senhor do Bonfim. Alvinho descobre que Ritinha iria escondida para a viagem e decide desmarcar para que ela não se encrenque. A turma confronta Dorinha sobre suas verdadeiras intenções no colégio e ela revela que é jornalista e veio dentro da caixa da Bahia até São Paulo para entrevistar Sandy e Junior, que se comovem com a atitude e resolvem ajudá-la. Participação especial: Márcia de Oliveira como Dorinha Videoclipe final: "Na Boa Sem Chorar" |    |                                            |                   |                        |
| 111 | 11 | "Um Lobo Uivando Pra Lua"                  | Paulo Silvestrini | 10 de junho de 2001    |
| Em noite de lua cheia, Junior e Gustavo estão indo embora do colégio, quando avistam um lobo impedindo a passagem até o carro e, ao tentar abrir a porta do veículo, Gustavo é mordido pelo lobo. A turma visita o zoológico no dia seguinte e um dos cuidadores revela que um lobo fugiu recentemente e era um animal perigoso. Todos estranham a forma estranha e agressiva que Gustavo está agindo. Sandy e Junior encontram artigos sobre lobisomens e um feitiço que pode reverter o processo de transformação: colocar a pessoa afetada pelo lobo dentro de sete círculos formados por artigos de prata, sendo banhado por água pura de uma nascente por alguém que seja amada pelo rapaz antes da meia-noite do último dia de lua-cheia. Patty, Sandy e Clara – as três ex de Gustavo – investigam quem seria a preterida e percebem que Clara é a única ainda amada por Gustavo. A garota faz o processo e consegue trazer Gustavo de volta ao normal. Participação especial: Ângelo Osório como cuidador do zoológico; Beno Bider como motorista do ônibus escolar Videoclipe final: "A Lenda" |    |                                            |                   |                        |
| 112 | 12 | "É Isso Que Você Pensa de Mim?"            | Paulo Silvestrini | 17 de junho de 2001    |
| Camilo organiza um festival de bandas no CEMA. Faltam poucas horas para a banda que a turma formou se apresentar, porém ninguém encontra Junior em lugar nenhum. Todos acusam Alvinho de ter sumido com o rapaz por vingança, uma vez que sua banda foi reprovada na inscrição. Junior acorda no chão do grêmio sem conseguir ouvir nada, uma vez as caixas de som estavam muito altas durante seu ensaio de guitarra e, devido ao grande volume, deixaram-no surdo momentaneamente. O rapaz, porém, consegue ouvir os pensamentos das pessoas e, ao explicar isso para a turma, todos se surpreendem. Alvinho se oferece para ser o substituto. Junior ouve os pensamentos e descobre que foi ele quem colocou o volume máximo nas caixas de som, elaborando um plano para se vingar. Junior vai ensinar Alvinho os solos de guitarra e coloca o volume no máximo novamente, fazendo com que o rapaz fique surdo momentaneamente também, embora o novo baque faça com que Junior volte a ouvir e possa tocar com a banda, que ganha o festival. Participação especial: Tales Vinícius como Beleza Videoclipe final: "Na Boa Sem Chorar" |    |                                            |                   |                        |
| 113 | 13 | "De Lobo e Louco Todos Nós Temos um Pouco" | Paulo Silvestrini | 24 de junho de 2001    |
| A mãe de Bebel vai viajar e a deixa com sua tia, Malvina, que a quer transformar em uma perua como ela e desvirtuando seu tempo de estudos para fazer compras. A turma se prepara para apresentar uma peça de teatro infantil para crianças carentes de uma comunidade próxima. Paralelamente Bebel não encontra tempo para ensaiar e recebe uma nota baixa de biologia, ficando extremamente sobrecarregada. Junior lê o horóscopo da garota, que diz que os próximos dias serão caóticos, e a garota passa a acreditar que tudo que está acontecendo é responsabilidade da previsão. Bebel leva uma bolada na cabeça enquanto passa pelo campo de futebol e perde a memória, acordando com outra personalidade, de nome Eduarda, uma megera que confunde a realidade com a ficção. Malvina vai até o colégio buscar a garota, porém ela foge. Boca substitui Bebel na peça como Chapeuzinho Vermelho. Bebel recupera a memória e vai até o teatro, mas Malvina tenta retirá-la do local e é atacada por jujubas jogadas pelas crianças da plateia, desmaiando quando uma atinge forte sua cabeça. A tia da garota então acorda com outra personalidade também, acreditando ser uma mulher adorável chamada Docinho. Participação especial: Luah Galvão como Malvina Azevedo; Wladimir Candini como Dr. Fábio Videoclipe final: "Baby, Eu Já Sabia" |    |                                            |                   |                        |
| 114 | 14 | "A Máscara de Cada Um"                     | Paulo Silvestrini | 1 de julho de 2001     |
| A turma produz um curta-metragem sobre Zorro para a aula de artes. Bebel se estressa com o fato de Carol estar na gravação mesmo não sendo aluna, tendo ela ficado com o papel que antes era dela, além de reclamar por Patty ter chamado Basílio de "fofonildo" durante uma brincadeira, dizendo que ele deveria impor mais respeito. Ela reclama para Camilo sobre o acontecido, alegando que a garota de Junior só ficou com o papel por ser namorada de Junior. Basílio fica pensando sobre o que ouviu e, durante a reunião do Detonação, Bebel propõe que o namorado fique no lugar de Junior como líder do Detonação, recebendo apoio da turma, já que Junior estava faltando muitas vezes por sobrecarga de outros trabalhos. Junior pergunta à Basílio o que está acontecendo e os dois resolvem os problemas juntos. A turma se revolta com as ordens de Bebel e a confrontam, fazendo com que ela termine com Basílio e rompa a amizade com todos. Videoclipe final: "You're My #1" |    |                                            |                   |                        |
| 115 | 15 | "É Preciso Coragem"                        | Paulo Silvestrini | 8 de julho de 2001     |
| Os funcionários do CEMA estão treinando para o campeonato de vôlei intercolegial, tendo Boca como treinador. Patty, Junior e Basílio decidem transformar o Detonação em um cyber café, uma vez que conseguiram juntar um grande rendimento para investir em tecnologia, porém acabam recebendo uma ordem de despejo, já que o prédio do local foi vendido e se tornará um parque aquático. A turma descobre a família de Alvinho e Carol são donas do local, porém não conseguem convencer o rapaz à deixar o Detonação lá. Boca pega leve no treinamento dos professores, porém Valdete alerta-o que se eles perderem, Camilo irá descontar sua frustração nele, fazendo com que o rapaz crie um treino mais puxado. Patty, Junior e Basílio decidem fazer uma festa de despedida e vender tudo do espaço, porém Carol aparece com seu pai e mostra-lhe que Alvinho estava mentindo sobre o Detonação ser perigoso e frequentado por marginais, convencendo-o a mudar o local do parque aquático e deixar o empreendimento dos amigos lá. Chega o dia do campeonato e os funcionários do CEMA enfrentam a escola rival, o Centro Educacional Pedro Alvares (CEPA), vencendo-os no último ponto. Participação especial: Tadeu Di Pietro como Lúcio Falcão; Ângelo Cavallier como Álvaro; Edson Magalhães como Camelão; Tatiana Thomé como Ana; Carlos Faccin como advogado Videoclipe final: "Vâmo Pulá!" |    |                                            |                   |                        |
| 116 | 16 | "Rádio Gatas no Ar"                        | Paulo Silvestrini | 15 de julho de 2001    |
| As meninas recebem o aval positivo para ocupar o segundo estúdio fonográfico do CEMA e lançam sua própria estação de rádio, a Rádio Gatas, focada no público feminino. Carol e Junior enfrentam sua primeira crise, uma vez que ele se mostra diferente perto dos amigos, fazendo brincadeiras pitorescas e machistas. A rádio se torna um grande sucesso e as meninas se tornam populares no colégio, ficando cada vez com menos tempo para qualquer coisa fora do colégio. Devido ao sucesso as meninas ganham atenção da imprensa e de empreendedores, recebendo o convite de uma grande rádio, a Galática FM, para assinarem um contrato e lança-las em cadeia nacional com um programa próprio e participações em diversos eventos, que as tornaria celebridades do universo radiofônico. Porém elas acabam recusando o convite por já estarem sobrecarregadas e um contrato deste porte iria consumi-las demais. Participação especial: Cadu Fernandez como Representante da Galática FM; Tatiana Thomé como Ana Videoclipe final: "A Arte do Coração" |    |                                            |                   |                        |
| 117 | 17 | "Diz-me em Quem Votas"                     | Paulo Silvestrini | 22 de julho de 2001    |
| Um galho de uma antiga árvore do colégio cai, atingindo um senhor e quase machucando Bebel. Ela exige que a árvore seja derrubada, porém por se tratar de uma espécie centenária, Gustavo, o presidente do grêmio, se recusa a apoiar a ideia, fazendo com que a garota proponha então uma nova eleição para tirá-lo do cargo. Bebel se lança como candidata, tendo apoio de Beth, Basílio, Mau e Dodô, e concorrendo com Sandy em outra chapa, que recebeu o apoio de Patty, Junior, Ritinha, Clara, Gustavo, Boca e Teca. Bebel compra votos distribuindo brindes e contrata um botânico falso para forjar resultados de que a árvore precisaria ser derrubada. Basílio procura o restante da turma e diz que a namorada tem passado por problemas psicológicos sérios, uma vez que sua família sempre foi problemática e isso tem se refletido nela, transtornando-a e deixando-a sob alto estresse. Bebel vence as eleições, porém Sandy consegue desmascarar a farsa do falso botânico, anulando as eleições. Basílio termina o relacionamento com ela. Participação especial: José Matinelli como Ataliba; Raul Barretto como Professor Verdejante Amazon; Amazyles de Almeida como Dra. Giza; Tatiana Thomé como Ana Videoclipe final: "As Quatro Estações" |    |                                            |                   |                        |
| 118 | 18 | "Por Amor ou Amizade"                      | Paulo Silvestrini | 29 de julho de 2001    |
| As meninas começam uma pesquisa sobre feminismo e as grandes mulheres brasileiras para fazer uma peça de teatro, porém os meninos zombam da ideia, gerando uma rivalidade entre eles. Os rapazes planejavam um pic-nic, porém pelo ocorrido decidem não convidarem-as. Eles começam a preparar as comidas, porém a panela de pressão explode e a carne atinge o carro de Camilo, que aplica uma advertência. Patty não apoia a ideia das meninas e se junta ao meninos, mas eles acabam não sendo convidados para a peça como vingança. Patty prepara todos os quitutes para o pic-nic, porém os meninos são mal-agradecidos, fazendo com que ela deixe-os sozinhos e se junte às meninas novamente. Sandy percebe que a situação está fora do controle e que ambos os grupos precisam de ajuda uns dos outros, resolvendo acabar com a picuinha. Videoclipe final: "Eu Quero Mais" |    |                                            |                   |                        |
| 119 | 19 | "Uma Assombração em Pânico"                | Paulo Silvestrini | 5 de agosto de 2001    |
| A galera fica até de madrugada no grêmio do colégio para estudar para a prova de física. Sandy vai até uma sala de aula buscar um livro, porém ouve barulhos estranhos no corredor e recebe uma ligação de uma pessoa dizendo que está próximo dela, observando-a. A turma acha que ela está apenas cansada, não acreditando na história. Uma forte tempestade atinge o local e faz a energia cair. Sandy uma segunda ligação, deixando todos ficam assustados, e Junior descobre que a ligação vem do próprio colégio. Patty vai ao banheiro e percebe que tem mais alguém lá trancada em uma das portas. Na sala dos professores, que também estão no colégio de madrugada, Rebeca também recebe uma ligação misteriosa e é atacada por um vulto. Camilo também recebe uma ligação e acha melhor todos saírem dali, porém a tempestade deixou tudo alagado fora do colégio, impedindo a saída. Junior elabora um plano para pegar a pessoa que está assustando todos, fazendo Sandy ir para uma sala sozinha enquanto todos ficam de tocaia. Valdete avisa que um médico e enfermeiros chegaram no colégio à procura de um paciente descontrolado que fugiu de um hospital psiquiátrico. Sandy finalmente é abordada pela pessoa misteriosamente, que se revela ser o professor Galeno, que perdeu a sanidade após sumir. Participação especial: Paulo Goya como professor Galeno; Heber Mingardi como médico psiquiátrico Videoclipe final: "Vâmo Pulá!" (remix) |    |                                            |                   |                        |
| 120 | 20 | "Aracupas e Armadilhas"                    | Paulo Silvestrini | 12 de agosto de 2001   |
| Agatha Mel, uma cantora decadente, chega no colégio para gravar um videoclipe com Sandy e Junior, no qual alega que irá doar todo o cachê para um orfanato, porém na verdade o plano é usar a imagem dos irmãos para reerguer sua carreira, que está em crise. Ela também planeja seduzir Junior para voltar aos holofotes. Carol conta para Junior que conseguiu entrar numa faculdade na Califórnia e que, se aceitar, passará dois anos fora do país e o rapaz a apoia na decisão de ir, mesmo que para ficarem separados, dizendo que será o melhor profissionalmente para ela. Agatha dá em cima de Junior descaradamente, mas Patty e Clara jogam milkshake na roupa dela para que ela solte-o. Durante um ensaio de Junior com a banda, Agatha sobe no palco e dança sensualmente em volta do rapaz, beijando-o, porém Carol entra no local e vê a cena. Sandy desconfia das intenções da cantora e descobre que ela nunca teve intenção de doar nenhum dinheiro para crianças carentes. A turma arma um cenário sinistro para o videoclipe, onde seria o funeral de Agatha, porém ela se revolta e vai embora, desistindo da ideia. Junior e Carol fazem as pazes antes dela viajar. Participação especial: Rachel Ripani como Agatha Mel; Henrique Stroeter como Moa Albert; Tales Vinícius como Beleza; Tatiana Thomé como Ana Videoclipe final: "Príncipe dos Mares" |    |                                            |                   |                        |
| 121 | 21 | "Príncipes, Princesas e Plebeus"           | Paulo Silvestrini | 19 de agosto de 2001   |
| A turma vê na televisão uma entrevista do principie Amir Alikabar dos Emirados Árabes Unidos dizendo que está interessado em se casar com Sandy e pagar um dote milionário pela mão da garota. Elvira diz que a garota será homenageada no evento de caridade anual do colégio por seu engajamento na causa social, quando Camilo recebe a ligação do príncipe dizendo que está indo para o CEMA. Sandy se disfarça de flanelinha para fugir do príncipe, porém ele decide ficar no colégio durante uma semana para conviver mais com a cultura brasileira. Sandy fica encantada por Amir quando percebe que o príncipe é um rapaz de beleza sem igual, além de se mostrar muito gentil com ela vestida de flanelinha, sendo bondoso até com uma pessoa mais pobre. Os meninos ficam revoltados com a presença do príncipe, porém ele se mostra humilde, dizendo que quer ser apenas um garoto normal. Amir fica chateado por não ter encontrado Sandy ainda e a galera explica que a ideia de ir até a televisão procura-la foi errada. Ele diz que não queria fazer aquilo e que foi ideia de seu primeiro ministro, Khalil, resolvendo rebaixa-lo e tomar as rédeas de sua vida a partir de então. Antes de ir embora para seu país, Amir agradece a amizade do flanelinha sem saber que é a própria Sandy e dá-lhe um colar de família como presente por sua amizade. Sandy se arrepende por não ter revelado a verdade para Amir, uma vez que se sentiu apaixonada pelo príncipe, porém ele aparece repentinamente na festa de caridade para dançar com ela pela última vez. Participação especial: Tom Radtke como Príncipe Amir Alikabar; Yunes Chami como Khalil Mohad; Ana Maria Braga como ela mesma Videoclipe final: "Olha o Que o Amor Me Faz" |    |                                            |                   |                        |
| 122 | 22 | "Mudou a Primavera ou Mudamos Nós?"        | Paulo Silvestrini | 26 de agosto de 2001   |
| Sandy está organizando um baile de pares para o Festival da Primavera, que tradicionalmente terá o concurso de Miss Primavera. Beth diz que não vai concorrer, pois se sente feia e insegura. Ela pergunta para Mau se ele a acha bonita e o rapaz responde que ela é simpática, deixa-a mais triste. Sandy e Patty se interessam por Otávio, irmão mais novo de Camilo, de apenas 25 anos, mas ele tem apenas olhos para Beth. Camilo se revolta com a volta do irmão, que saiu de casas anos antes e sumiu no mundo sem dar notícias. Beth e Otávio se envolvem e ela resolve se inscrever no concurso, anunciando ele como seu par. Mau fica chateado por ter sido trocado. Sandy, Patty e Ritinha ficam enciumadas por não chamarem atenção do rapaz e Bebel diz que elas estão despeitadas. Otávio diz que terá que ir embora no dia seguinte e ela resolve ir com ele. Sandy tenta impedir a amiga de tomar uma decisão precipitada, enquanto Camilo obriga o irmão a ir embora um dia antes, alegando que Beth era nova demais para tomar uma decisão dessas. No dia seguinte, durante o concurso, Otávio não aparece, mas Mau pede uma segunda chances e Beth resolve aceitar, desfilando com ele e ganhando o concurso. Participação especial: Olivetti Herrera como Otávio Sabará Videoclipe final: "As Quatro Estações" |    |                                            |                   |                        |
| 123 | 23 | "O Rei da Tela"                            | Paulo Silvestrini | 2 de setembro de 2001  |
| Junior, Gustavo e Sandy criar um filme de comédia de terror, porém Boca, Bebel e Beth tem outra ideia, de um festival de filmes de terror trash. Boca decide estrelar o filme dele com Sandy e Junior, porém sem que eles saibam, criando situações que colocassem os irmãos dentro de sua história sem avisá-los. Camilo revela para Festa que ele não precisa mais cuidar dos arquivos do colégio, pedindo para que ele passe a lecionar a partir de então, já que estudou para isso. O rapaz percebe que está apaixonado por Sandy, porém não consegue dizer isso para ela. Camilo atropela Boca sem querer, enquanto ele estava disfarçado de moita para filmar os irmãos. Apesar de tudo o filme de Boca acaba sendo um grande sucesso. Participação especial: Amazyles de Almeida como Dra. Giza Videoclipe final: "Vâmo Pulá!" |    |                                            |                   |                        |
| 124 | 24 | "Um Certo Doutor Fantástico"               | Paulo Silvestrini | 9 de setembro de 2001  |
| Alguns pacientes de um hospital psiquiátrico próximo do hospital fugiram durante a noite e Camilo é alertado para ficar atento à qualquer aparição de pessoas suspeitas. Durante a semana de saúde, o colégio recebe um médico sanitarista, Dr. Moura, que se comporta estranhamente e diagnostica Sandy com um vírus na garganta, alegando que ela não pode falar durante uma quarentena para que não se espalhe uma epidemia. Aos poucos o médico começa a alegar que várias pessoas estão contaminadas, como Rebeca e Camilo, e mantê-las dentro de uma sala isolados para observação. Bebel desconfia que seja um charlatão e resolve tirar a história a limpo, encontrando o verdadeiro Dr. Moura. Valdete reconhece falso médico como um dos pacientes tidos como louco e chama os enfermeiros do hospital. Participação especial: Carlos Careqa como Dr. Moura; Edil Restini como Dr. Vigoroso Gentil; Tatiana Thomé como Ana; Tales Vinícius como Beleza; Marcos Galvão como enfermeiro 1; Sérgio Pardal como enfermeiro 2 Videoclipe final: "Baby, Eu Já Sabia" |    |                                            |                   |                        |
| 125 | 25 | "O Ouro dos Tolos"                         | Paulo Silvestrini | 16 de setembro de 2001 |
| Um grupo de bandidos esconde uma maleta de dinheiro na capela do colégio, o qual foi roubada de mafiosos. A galera organiza um grupo de estudos a noite no colégio para o simulado do vestibular. Patty, Junior e Basílio cobram a dívida que Boca tem com o Detonação, mas o rapaz não tem como pagar. Ele encontra a maleta de dinheiro e paga a dívida, mas a galera desconfia e exige a verdade. Os bandidos atingem o zelador na cabeça para entrar no colégio e procurar o dinheiro durante a noite. A turma arma uma arapuca para pegar os bandidos e, após capturá-los, chamam a polícia. Participação especial: Edson Magalhães como Camelão; Laert Sarrumor como Micuim; Wandi Doratiotto como Socó; Cathy Stuart como Dona Capitulina; Turíbio Ruiz como Don Escaroli; Gerson Ortega como bandido 1; Gustavo Checchinato como bandido 2; Marcelo Ugolini como zelador Videoclipe final: "Malia" |    |                                            |                   |                        |
| 126 | 26 | "Um Beijo no Boca"                         | Paulo Silvestrini | 23 de setembro de 2001 |
| A turma organiza uma festa em homenagem aos professores, porém Ritinha escreve na placa "à quase todos os mestres" como indireta para Rebeca, deixando-a irritada. Boca sumiu há dias e Camilo revela que seu rendimento escolar tem caído, além de diversas parcelas da mensalidade atrasada, o que nunca aconteceu antes, deixando todos preocupados. A galera vai até a casa de Boca e não o encontra, mas uma vizinha avisa que levaram a mãe do rapaz em uma ambulância horas antes. Eles seguem para o hospital e descobrem que a mãe de Boca está internada na UTI com um problema sério de coração, isquemia, e precisará passar por uma transfusão. O rapaz diz que seu pai foi embora quando sua mãe começou ficar doente, deixando a família sem assistência. Sandy organiza um mutirão para doação de sangue para a mãe de Boca e consegue salvá-la. Junior consegue achar o pai de Boca e avisa dos problemas, para que ele possa ajudar o filho. Gustavo consegue convencer o dono da loja de música que trabalha à contratar Boca, para que ele possa ajudar no tratamento de sua mãe, que não poderá voltar ao trabalho até se recuperar. Participação especial: Claudia Librach como Cléo Tartari; Giulio Lopes como Osvaldo Tartari; Tatiana Thomé como Ana; Clayton Mortaia como Dr. Nogueira Videoclipe final: "Na Boa Sem Chorar" |    |                                            |                   |                        |
| 127 | 27 | "Um Herói é Para Sempre"                   | Paulo Silvestrini | 30 de setembro de 2001 |
| A galera começa organizar uma competição de guitarristas e decide dar uma coleção de quadrinhos do herói J Solo como prêmio. Junior e Gustavo contam que conheceram o falecido criador dos quadrinhos, Albatroz, e que ele tinha uma fórmula que dava vida ao personagem por alguns minutos em um cartaz de tamanho real que mantinha em sua casa. A turma decide ir até o local e jogam a fórmula no banner, mas nada acontece imediatamente, fazendo com que eles desistam do plano e vão embora. Porém, depois de alguns minutos, o personagem ganha vida e vai atrás de Sandy através de seu cheiro, uma vez que ela deixou seu perfume na casa do desenhista. Alvinho se inscreve no concurso e a galera convence J Solo a competir também para derrotar o rival deles. Antes de voltar para os quadrinhos, o personagem pede um beijo de Sandy para completar sua aventura. Participação especial: André Manzoni como J Solo; Tácito Rocha como Albatroz Videoclipe final: "Vâmo Pulá!" (remix) |    |                                            |                   |                        |
| 128 | 28 | "Meu Filho, Meu Tesouro"                   | Paulo Silvestrini | 7 de outubro de 2001   |
| Camilo pede para Sandy encontrar uma babá para seu filho, João Vitor, e ela começa fazer entrevistas com algumas moças, porém o bebê não reage bem à nenhuma delas. Madalena chega para a entrevista e demonstra muita afinidade com a criança, fazendo com que seja contratada. Junior se encanta pela moça, mas as meninas implicam com o jeito dela. João Vitor cai após uma distração da garota e Rebeca humilha-a, dizendo que vai pedir para Camilo demiti-la. Madalena conta para Junior que João Vitor na verdade se chama Caio e é seu filho, fruto de uma gravidez aos 16 anos, no qual ela ficou acabou ficando em coma meses após o parto e quando se estabilizou descobriu que seu ex-namorado tinha dado um fim na criança para não precisar assumi-la, embora ela nunca tenha desistido de procurá-lo até chegar no CEMA. A moça explica tudo para Camilo e mostra as provas que o detetive que contratou deixou sobre o caso, incluindo a carta do pai da criança, que morreu recentemente. A justiça concede à Madalena a guarda da criança após comprovar que ela é a verdadeira mãe e ela afirma que vai deixá-lo passar alguns finais de semana com Camilo, que se torna padrinho. Participação especial: Karine Carvalho como Madalena Soares Assunção; Regina Remencius como Teresa Videoclipe final: "O Amor Faz" |    |                                            |                   |                        |
| 129 | 29 | "Bola Pra Frente que Atrás Vem Gente"      | Paulo Silvestrini | 21 de outubro de 2001  |
| A produção Galera Radical, um programa de esportes de aventura, está procurando um novo apresentador e o CEMA será um o ponto de seleção. Ritinha, Clara, Bebel e Mau decidem fazer o teste, mas todos tiram sarro de Basílio quando ele revela que também se candidatará. Sandy aconselha Gustavo a não se acomodar na loja de música que trabalha e buscar seus sonhos, mas ele está desanimado com a vida. Ela inscreve o rapaz no teste do programa sem ele saber para incentivá-lo e Patty se dispõe a ajuda-la a convencer o rapaz a participar. A equipe do programa escolhe Rebeca como representante do colégio na escolha do novo repórter e a galera se revolta. Os representantes avisam que o programa será transmitido do Rio de Janeiro na próxima edição, por isso o vencedor terá que mudar de cidade. Sandy e Gustavo começam a se reaproximar, mas ela teme que isso possa influenciar Gustavo a não ir embora. Junior descobre que Rebeca foi comprada por Alvinho, por isso ele está no teste mesmo não sendo aluno. Gustavo e Alvinho são os finalistas e, após a última prova de surf, o primeiro vence. Gustavo diz para Sandy que recusará o contrato se ela quiser namorar com ele, mas ela alega que não pode atrapalhar o futuro dele, dizendo pela primeira vez que o ama, porém o suficiente para deixá-lo partir. Patty também fica arrasada com a partida. Irene finalmente retorna ao colégio depois das férias. Durante a festa de despedida todos se emocionam e Gustavo vai embora do colégio e da cidade para seguir seus sonhos. Participação especial: Julio Rocha como Falcão; Isabella Ferraz como apresentadora do concurso Videoclipe final: "Deixa Eu Tentar" |    |                                            |                   |                        |
| 130 | 30 | "Charada"                                  | Paulo Silvestrini | 28 de outubro de 2001  |
| Camilo está recebendo ligações com charadas sinistras. Parte do CEMA se tornará uma universidade a partir do próximo ano. Alguém invade o grêmio e rouba os vídeos com entrevistas de Camilo sobre diversos assuntos descontraídos, como futebol e política, e edita de forma maliciosa para parecer que o diretor estava falando sobre lucrar ilegalmente com a nova universidade, colocando-a no dia da coletiva de imprensa para fazer com que ele pareça um monstro perante toda a imprensa. A culpa recai sobre a turma e eles decidem provar sua inocência e que o vídeo de Camilo era uma montagem tendenciosa. Após averiguar as câmeras do CEMA, Camilo descobre que quem fez isso foi um antigo amigo de adolescência, que tentou incendiar o CEMA e foi detido depois da denuncia dele. Junior, Mau, Basílio e Boca invadem a casa de Joca e encontram provas que o incriminam. Joca chega no colégio para tripudiar sobre Camilo, mas a turma chega com as provas e chama a polícia. O diretor é inocentado, sua imagem limpa perante a mídia e ele assume o posto de diretor também da nova universidade. Participação especial: Antônio Veloso como Joca Videoclipe final: "A Gente Dá Certo" |    |                                            |                   |                        |
| 131 | 31 | "Amor, Esse Jogo Perigoso"                 | Paulo Silvestrini | 4 de novembro de 2001  |
| Sandy recebe uma carta de amor enviada por Gustavo, dizendo que está com saudades. A galera está entretida com o programa Prova Total, um quiz de inteligência com perguntas e respostas onde o grande campeão invicto é Bruno Tavolari. Sandy diz para Junior que o que viveu com Gustavo já teve seu fim e está disposta a se apaixonar novamente. O CEMA é selecionado para participar do programa e Basílio é escolhido para representá-los. Bruno chega no colégio para gravar algumas chamadas para o programa e se mostra arrogante com Basílio. Bebel e Sandy se revoltam com a atitude superior do rapaz. Basílio desiste do programa por se sentir inseguro e Sandy assume seu lugar. Bruno tenta desestabilizar Sandy com provocações, mas ela acaba derrotando-o e vencendo o programa, acabando com suas semanas de invencibilidade. O rapaz parabeniza Sandy e pede desculpas pela atitude, chamando Sandy para sair algum dia. Participação especial: Daniel Del Sarto como Bruno Tavolari; Bárbara Paz como Didi Angel; Lívia Prestes como Ana Carolina; Flávio Faustinoni como produtor Videoclipe final: "Quando Você Passa (Turuturu)" |    |                                            |                   |                        |
| 132 | 32 | "O Olho Grande do Dono"                    | Paulo Silvestrini | 11 de novembro de 2001 |
| A cantina do colégio está enfrentando problemas administrativos e Camilo decide arrendá-la para que alguém passe a administrar o local, que passará por um dia de teste antes. Bruno convida Sandy para um encontro, mas Patty fica chateada, uma vez que também está a fim do rapaz. Alvinho convence Camilo a deixá-lo disputar também, mas contrata um rapaz para sabotar os demais concorrentes. Patty é a primeira a ser testada, transformando a cantina em um café francês, mas o sabotador de Alvinho faz Irene derrubar tudo e ela ser eliminada da disputa. Bebel e Boca fazem do local uma temakeria japonesa, mas um peixe vivo é encontrado na comida, tirando-os também do pareo. A ideia de comida nordestina de Mau e Ritinha também sofre um boicote, com pimenta demasiada em tudo, também colocando-os para fora. No dia de Alvinho tudo sai com perfeição e Camilo dá o aval positivo para ele se tornar administrador da cantina, porém quando começam a chegar as dívidas ele percebe que se meteu em uma fria. Participação especial: Daniel Del Sarto como Bruno Tavolari Videoclipe final: "Baby, Liga Pra Mim" |    |                                            |                   |                        |
| 133 | 33 | "Nome: Sandy Leah Lima"                    | Paulo Silvestrini | 18 de novembro de 2001 |
| Alvinho está organizando uma festa de inauguração da nova cantina, porém descobre que haverá outra festa no mesmo horário no Detonação para desbanca-lo. O rapaz convence Sandy a ir na inauguração, mas contrata um fotógrafo para registrar os dois juntos para plantar na imprensa que está namorando com ela. Bebel avisa Sandy que os jornalistas estão tentando invadir o colégio e ela ameaça processar Alvinho se ele não desmentir a história. Ao tentar explicar tudo para a imprensa, Sandy tropeça em um skate e bate a cabeça, perdendo a memória. Alvinho se aproveita para dizer que namorava realmente Sandy, fato que ela acaba acreditando e se colocando contra a turma e Junior. Durante uma confusão ela se sente mal e desmaia, recobrando a memória ao despertar. Participação especial: Daniel Del Sarto como Bruno Tavolari; Edson Magalhães como Camelão; Wladimir Candini como Dr. Fábio Videoclipe final: "Não Dá pra não Pensar" |    |                                            |                   |                        |
| 134 | 34 | "As Aparências Enganam"                    | Paulo Silvestrini | 25 de novembro de 2001 |
| O Detonação está em crise financeira já que Alvinho não pagou a dívida que criou com eles. Quando ia embora do colégio de noite, Junior percebe que o canil próximo dali está pegando fogo e entra correndo para soltar todos os cachorros, salvando a vida de todos. O rapaz vai embora antes dos bombeiros chegarem, mas deixa cair os cartões de visita de Basílio, o que gera uma grande confusão, uma vez que todos acreditam que foi Basílio quem é o grande herói. Ele gosta da fama e mente que foi realmente o salvador, se tornando uma pessoa arrogante. Sandy desconfia do jeito abatido do irmão e o confronta para descobrir a verdade. Junior conversa com Basílio e conta que foi ele quem salvou o canil, fazendo com que o rapaz explique a verdade para todos. O dono do canil avisa que, pela história, eles receberam várias doações e o local poderá ser reconstruido. Participação especial: Daniel Del Sarto como Bruno Tavolari; Carlos Garcia como Amaral; Paulo Greca como Carlos Videoclipe final: "A Estrela Que Mais Brilhar" |    |                                            |                   |                        |
| 135 | 35 | "Enquanto o Tempo Passa"                   | Paulo Silvestrini | 2 de dezembro de 2001  |
| Sandy e Bruno superam sua primeira crise e combinam de passar um final de semana juntos em uma praia deserta. Junior tenta resolver os problemas entre Madalena e Camilo sobre o vínculo deles com o filho dela. Patty pede ajuda para Alvinho para atrapalhar os planos de Sandy e o rapaz arma que um empresário está vindo para o Brasil para gravar com os irmãos. Patty viaja para a mesma praia que Bruno e rouba seu celular para atender quando Sandy ligar, fingindo que está com ele. Sandy termina tudo com o rapaz. Participação especial: Daniel Del Sarto como Bruno Tavolari; Karine Carvalho como Madalena Soares Assunção Videoclipe final: "Endless Love" (cover de Lionel Richie e Diana Ross) |    |                                            |                   |                        |
| 136 | 36 | "Amor, Estranho Amor"                      | Paulo Silvestrini | 9 de dezembro de 2001  |
| Sandy volta a namorar com Bruno. A galera prepara uma festa de aniversário surpresa para Beth, mas ela não reage bem e sai chorando da sala. A garota desabafa com Bebel que nunca fez nada relevante da vida e que se sente feia e insegura. Sandy falta na festa de Beth e esquece de parabenizá-la, deixando ela mais arrasada. Ela começa a faltar em reuniões, além de deixar os amigos de lado para ficar com Bruno. Beth pede para conversar com a amiga sobre suas inseguranças, mas ela recusa para passar mais tempo com o namorado. Ritinha e Clara confrontam Sandy sobre a ausência, alegando que ela está passando tempo demais com o namorado. Sandy se desculpa com Beth e promete comemorar o aniversário dela, mas quando a galera ia sair Bruno aparece e leva Sandy. Ritinha se revolta com o jeito obsessivo do namorado da amiga e consola Beth. Bruno pede Sandy em casamento e diz que a única coisa que eles precisam é um do outro, mas ela passa a perceber o jeito possessivo dele e repensar o relacionamento. Participação especial: Daniel Del Sarto como Bruno Tavolari; Edson Magalhães como Camelão Videoclipe final: "Nada É por Acaso" |    |                                            |                   |                        |
| 137 | 37 | "Nada Será Como Antes"                     | Paulo Silvestrini | 16 de dezembro de 2001 |
| Sandy descobre que Boca foi demitido há um mês e teme que ele possa estar com problemas pessoais. Junior começa seguir o rapaz para entender o que está acontecendo e descobre que Boca está fazendo aulas de balé. O rapaz revela que inicialmente foi para conquistar uma garota, porém ele acabou se apaixonando pela dança. Sandy, Patty e Clara descobrem que Gustavo sofreu um acidente durante a gravação de seu programa e discutem sobre quem cuidaria dele caso ele voltasse pra cidade. Alvinho espalha fotos de Boca dançando pelo colégio para humilhá-lo, mas ele não se incomoda e diz que não se abaterá pelos preconceitos contra a dança. Clara, Ritinha e Bebel ficam enciumadas por várias bailarinas darem em cima de Boca, uma vez que elas se interessaram pelo lado sensível dele. Sandy termina com Bruno ao perceber que ainda amava Gustavo, mesmo ele morando longe. Participação especial: Daniel Del Sarto como Bruno Tavolari; Edson Magalhães como Camelão; Karine Carvalho como Madalena Soares Assunção Videoclipe final: "A Gente Dá Certo" |    |                                            |                   |                        |
| 138 | 38 | "A Festa de Valdete / Ano Novo, Vida Nova" | Paulo Silvestrini | 23 de dezembro de 2001 |
| A Festa de Valdete: Teca descobre que Valdete não poderá realizar a festa anual para as crianças carentes do bairro onde mora e a galera decide ajudar, organizando o evento no colégio com a colaboração financeira de todos. Patty diz que Alvinho tem poucos dias para quitar suas dividas no Detonação e avisa que contará a todos que se aliou com ele para armar contra o namoro antigo de Sandy, pois quer se redimir de seus erros antes de se formar, deixando o rapaz encurralado. Valdete guarda o dinheiro da festa na cantina e Alvinho rouba-o. A faxineira, porém, ganha R$ 10 mil reais na promoção de um supermercado e, mesmo tendo dívidas pessoas, decide investir na festa das crianças. Patty ouve Alvinho falando no celular que roubou o dinheiro e arma um plano para desmascará-lo, utilizando um gravador escondido em suas roupas para revelar a verdade. Na gravação Alvinhotambém fala sobre ter ajudado Patty a separar Sandy de Bruno, revoltando a galera, mas Sandy pede que todos perdoem a amiga. Camilo demite Alvinho e o obriga a devolver o dinheiro que roubou de Valdete. Ano Novo, Vida Nova: Chega o dia da formatura do Ensino Médio e Sandy será a oradora da turma. Alvinho manda Camelão roubar o vídeo com o documentário que a turma fez durante todo o ano para estragar a festa, porém ele acaba sequestrando Sandy. O rapaz se revolta, alegando que o plano não era aquele, mas o capanga vai embora e tranca os dois no escritório. Durante a festa os amigos falam sobre o que irão cursar na faculdade – Patty ingressará em artes cênicas, Bebel em direito, Clara em artes visuais, Basílio em economia, Ritinha em moda, Dodô em música e Teca em geografia para se tornar professora. Já Mau anuncia que vai entrar na Marinha para se tornar comandante, enquanto Boca diz que não fará faculdade. Beth, no entanto, revela que não tem ideia ainda do que cursará, uma vez que se inscreveu em vestibulares de vários cursos diferentes. Sandy consegue fugir pelo teto solar do escritório de Alvinho e chega a tempo da formatura. Durante a valsa Ritinha finalmente fica com Festa. Gustavo aparece repentinamente na festa para prestigiar a galera. Participação especial: Edson Magalhães como Camelão Videoclipe final: "O Lugar Perfeito pro Amor Viver" |    |                                            |                   |                        |

### Quarta temporada (2002)
| # | #  | Título                             | Direção           | Exibição original      |
| --- | -- | ---------------------------------- | ----------------- | ---------------------- |
| 139 | 1  | "Durma-se Com um Barulho Desses"   | Paulo Silvestrini | 7 de abril de 2002     |
| Sandy, Junior, Patty, Bebel, Beth e Basílio sem mudam para o Rio de Janeiro para ingressar na faculdade, indo morar em um condomínio – os irmãos em um apartamento e as meninas juntas em outro, apenas Basílio se muda para um casarão antigo próximo dali. Patty, Bebel e Basílio seguem os planos dos cursos que escolheram na formatura, enquanto Sandy opta por estudar psicologia e participar de uma academia de dança, Junior música e Beth também decide estudar psicologia e conciliar o tempo como modelo publicitária. A galera prepara uma festa de comemoração pela nova fase, porém três irmãos que moram no mesmo prédio – Tony, Nico e Yoko Grilo – implicam com eles e criam convites falsos para distribuir aos fãs dos irmãos, causando uma invasão no condomínio. Sandy e Junior decidem realizar uma apresentação na varanda para acalmar a confusão. Participação especial: Ariclê Perez como Olga Bovanova; Ticiane Pinheiro como Fã 1; Marcelo Cavalcanti como Fã 2 Videoclipe final: "Cai a Chuva" |    |                                    |                   |                        |
| 140 | 2  | "Na Ponta dos Pés"                 | Paulo Silvestrini | 14 de abril de 2002    |
| Sandy está sendo pressionada por sua professora de balé à dedicar mais de seu tempo para dança do que para sua carreira, ficando extremamente estressada e sobrecarregada. A galera decide fazer um almoço, porém Patty queima o arroz, ainda sem saber lidar com a vida morando sozinha e sem empregados. Sandy torce o pé enquanto fazia corrida e Tony cuida dela, gerando ciúme em Laila. Olga obriga Sandy a voltar à dançar, pois haverá um espetáculo naquela semana, porém os ensaios pesados agravam sua torção. As duas discutem, uma vez que a professora alega que é falta de profissionalismo da moça, e ela deixa a companhia. Sandy ensaia sozinha e consegue se recuperar, aparecendo no dia do espetáculo para se apresentar. A professora se desculpa, porém a garota explica que só voltou para a apresentação, seguindo com a decisão de deixar as aulas e abrir sua própria academia. Participação especial: Ariclê Perez como Olga Bovanova Videoclipe final: "Nada É por Acaso" |    |                                    |                   |                        |
| 141 | 3  | "No Compasso da Vida"              | Paulo Silvestrini | 21 de abril de 2002    |
| O rendimento escolar do filho do porteiro do condomínio tem caído e Marlene, a síndica, ameaça tirar a bolsa de estudos conseguido por ela em uma boa escola particular, dizendo que a culpa é a aproximação da criança com Sandy e Junior, que tiram o foco dos estudos para a música. Basílio prepara um jantar para a galera para testar novas receitas, porém a comida fica terrível e todos passam mal. O rapaz revela que pretende fazer do casarão a nova sede do Detonação e os irmãos demonstram interesse em serem sócios, porém com a intenção de expandir os negócios. No segundo andar Junior criaria um estúdio para um projeto social, onde ensinaria música para jovens carentes, enquanto Sandy aproveitaria outra sala para abrir sua academia de dança. No térreo haveria o espaço gastronômico de Basílio, unindo música e arte. Videoclipe final: "Eu Quero Mais" |    |                                    |                   |                        |
| 142 | 4  | "Quem é Vivo Sempre Aparece"       | Paulo Silvestrini | 28 de abril de 2002    |
| Sandy, Junior e Basílio começam a planejar todos os passos para a inauguração do novo Detonação. Boca aparece inesperadamente, revelando que nos últimos meses esteve viajando pelo Brasil de carona e fazendo trabalhos aleatórios, sem ter uma casa fixa, mas que estava com saudades dos amigos e veio visitá-los por apenas dois dias. O rapaz recebe uma ligação avisando que o trabalho temporário que estava previsto foi cancelado e Basílio pede ao amigo para que fique na cidade e vá morar com ele no casarão. Porém, ao chegar no local, Boca tem uma crise alérgica devido à grande quantidade de pó e Junior decide levá-lo para morar escondido em sua casa, sem que Sandy saiba. Bebel e Beth estão revoltadas com a folga de Patty, que não quer ajudar nos serviços domésticos. Sandy descobre que Boca está em sua casa devido à grande bagunça e o coloca para fora, que vai morar no apartamento das meninas. Elas colocam o rapaz para faxinar a casa inteira, porém ele não aguenta o trabalho e decidir ir morar mesmo com Basílio, tomando antialérgico para suportar o local, dividindo os custos do aluguel. Videoclipe final: "A Gente Dá Certo" |    |                                    |                   |                        |
| 143 | 5  | "Agora Eu Sou uma Estrela"         | Paulo Silvestrini | 5 de maio de 2002      |
| Patty fica revoltada ao ler no jornal que a namorada de um cantor, que nunca estudou para ser atriz, será protagonista de uma telenovela apenas pelo relacionamento com o famoso. Beth sugere que ela combine com Junior para fingir que estão namorando, para o nome dela circular na imprensa e ela conseguir oportunidades artísticas, fazendo com que o rapaz aceite o combinado para ajudá-la. Eles vão juntos para uma festa da gravadora e se beijam publicamente, saindo na capa de todos os jornais e gerando vários convites para testes e entrevistas para a garota. Basílio coloca Boca para limpar todo o casarão para montar o novo Detonação e ele recomenda contratar uma faxineira quando o negócio estiver pronto. Patty começa a agir descontroladamente como se fosse namorada de Junior mesmo, cobrando suas saídas sozinho e não passando os recados de trabalhos para ele, apenas os de festas. Sandy lê em uma revista que Junior iria se casar com Patty e deixar a carreira na música para se dedicar ao casamento, dizendo para os dois que a história estava indo longe demais. Junior coloca um ponto final no falso relacionamento com Patty e ela, após passar alguns dias arrasada, vê a oportunidade de contar para as revistas a nova história sobre o fim do relacionamento. Participação especial: Úrsula Corona como repórter 1; Maurício Cunha como repórter 2 Videoclipe final: "Quando Você Passa (Turuturu)" |    |                                    |                   |                        |
| 144 | 6  | "Essa Gata é Um Perigo"            | Paulo Silvestrini | 12 de maio de 2002     |
| Junior dá uma carona para Laila, porém ela humilha um policial que acaba detendo os dois. Sandy, Junior e Basílio começam a fazer entrevistas com vários garçons, porém não encontram alguém com o perfil certo, até chegar João Pedro. Marlene impede Laila de sair de casa, porém ela decide se aproximar de Sandy para conquistar Junior e forçar um futuro casamento para se livrar das garras da tia. Leila tenta convencer a irmã a desistir da ideia, mas ela se recusa, se inscrevendo para teste de garçonete para o Detonação e Laila sabota o teste de Leila fazendo-a tropeçar, no final, a vaga fica para Maria. Participação especial: José Maciel como policial; Jardel Mello como Osório; Michel Max como Marcelo; Miguel Nader como Dois em Um; André Rangel como Françóis Videoclipe final: "Endless Love" |    |                                    |                   |                        |
| 145 | 7  | "Detonação Geral"                  | Paulo Silvestrini | 19 de maio de 2002     |
| O dia da inauguração do Detonação está próximo e Basílio decide se tornar barman, porém os irmãos não confiam em suas habilidades. Sandy fica preocupada com o desempenho do rapaz, desabafando com as meninas e Bebel aconselha ela a impedir que isso aconteça antes que ele passe vergonha no dia. Os irmãos tentam fazê-lo desistir da ideia, mas ele insiste que persistirá, e João Pedro decide ajudá-lo, ensinando diversas técnicas com bebidas. Sandy descobre que João Pedro é barman e pede que ele desempenhe o papel no dia da inauguração, porém Basílio acha que o rapaz armou para tomar seu lugar, gerando uma grande briga entre ele e os irmãos, que causa a separação da sociedade. Basílio percebe que ainda falta muita prática para ele se tornar barman, fazendo as pazes com os sócios e inaugurando o Detonação. Videoclipe final: "Não Dá pra não Pensar" |    |                                    |                   |                        |
| 146 | 8  | "A Princesa e o Dragão"            | Paulo Silvestrini | 26 de maio de 2002     |
| Sandy e Junior decidem que para a gravação do próximo videoclipe eles precisam de uma mulher exótica. Patty e Beth brigam para se candidatarem para o papel, porém Bebel revela que eles decidiram convidar Yoko. Boca arruma um emprego como mecânico na concessionária dos irmãos Grilo. Yoko recusa o convite, dizendo que não faz o perfil que eles buscam – uma vez que ela está sempre de touca escondendo o cabelo, macacão, bota e seja de graxa, por trabalhar no conserto dos carros da concessionária da família. Após ser aconselhada por Leila a garota procura os irmãos e decide aceitar a proposta. Sandy faz uma transformação em Yoko, que se revela uma linda mulher por baixo da figura desarrumada de antes. Tony e Nico descobrem, interrompendo a gravação e tirando sarro da irmã arrumada, fazendo com que ela fuja, se sentindo humilhada, e se embrenhe dentro da Floresta da Tijuca para se afastar de todos. Junior vai atrás dela, preocupada com o perigo do local, porém os dois se perdem e acabam enfrentando uma tempestade. Yoko explica que sua mãe foi embora logo após ela nascer, sendo criada por seu pai e irmãos, por isso nunca se preocupou com sua feminilidade e ficou relapsa com sua aparência. Após dois dias os dois conseguem voltar ao condomínio e Tony e Nico pedem desculpas à irmã. Os irmão se espantam ao descobrir que Boca, que ficou como vencedor da concessionária durante sua ausência, conseguiu vender cinco carros e programar mais três vendas para aquela semana, promovendo-o a vendedor. Yoko finalmente estrela o vídeo de Sandy e Junior. Participação especial: Ridan Pires como Paulo Videoclipe final: "Principe dos Mares" (Remix) |    |                                    |                   |                        |
| 147 | 9  | "Um Estranho no Ninho"             | Paulo Silvestrini | 2 de junho de 2002     |
| Bebel consegue um trabalho voluntário em uma ONG para crianças carentes, levando-os para ter aulas de música com Junior. Beth está estudando para as provas da faculdade e decide analisar Sandy, fazendo ela pensar sobre o porque ainda abrir sua academia de dança. Basílio e Boca ouvem um barulho de madrugada no casarão e encontram Pulga, um dos meninos da ONG, roubando comida, levando-o para a casa de Sandy e Junior. O menino revela que é órfão e fugiu de casa por apanhar do padrasto e Bebel promete tomar as medidas legais para reintegrá-lo a uma família, deixando-o morar em seu apartamento enquanto isso. Sandy abre sua primeira aula de dança, porém se sente insegura quando os alunos tentam tirar dúvidas. Bebel consegue uma instituição para Pulga morar, porém o garoto some após as ameaças da síndica. O porteiro lê que a mãe do garoto está procurando-o e liga para ela, que vem buscar o rapaz exatamente no momento em que Marlene levava Pulga para a polícia. A galera descobre que ele realmente fugiu após apanhar do padrasto, porém a mãe se separou após o ocorrido e não desistiu de procurar o filho. Participação especial: Brunno Abrahão como Paulo Henrique (Pulga) Videoclipe final: "Love Never Fails" |    |                                    |                   |                        |
| 148 | 10 | "Amigas, Amigas, Negócios à Parte" | Paulo Silvestrini | 9 de junho de 2002     |
| Beth está de dieta para conseguir passar em um importante teste do comercial de cosméticos Royale e conta apenas para Sandy, pedindo segredo. Patty está chateada por não conseguir despontar na atuação e pensa em voltar para sua casa em São Paulo, já que seus pais cortaram seu dinheiro por não apoia-la a fazer faculdade de artes cênicas e Junior promete ajudá-la. A garota recebe uma ligação para realizar os testes do mesmo cosmético e Junior a apoia. Beth conta para todos que também fará o teste e fica indignada pela amiga disputar a vaga com ela. As duas incitam os irmãos a ajudá-las, colocando-os como rivais para ver quem consegue aprovar uma das duas no comercial antes. Beth obriga Patty a fazer todos os serviços de casa para que ela fique acabara para o dia do teste, enquanto Patty enche a casa de doces para boicotar a dieta da amiga e fazê-la engordar. Sandy e Junior decidem não se meter na briga e desistem de ajudá-las. No dia do teste as amigas ficam revoltadas quando descobrem que a aprovada foi a namorada do diretor. Videoclipe final: "Deixa Eu Tentar" |    |                                    |                   |                        |
| 149 | 11 | "Artimanhas do Destino"            | Paulo Silvestrini | 16 de junho de 2002    |
| Marlene instaura um racionamento de água do condomínio, permitindo o uso em apenas algumas horas, o que gera a revolta da galera. Bebel, Sandy, Patty e Beth decidem fazer um abaixo-assinado contra a medida da síndica, porém encontram relutância das pessoas em apoia-las. A síndica contrata uma nova empregada e a galera se surpreende ao descobrir que é Valdete, porém ela acaba demitida por Marlene não querer uma amiga de Sandy e Junior em sua casa. João Pedro se recusa limpar o Detonação, fazendo com que Basílio tenha que pensar em outra alternativa. A galera começa disputar Valdete, oferecendo diversas propostas para ela trabalhar em uma das três casas – dos irmãos, de Patty, Beth e Bebel e o casarão de Basílio e Boca –, porém Marlene aparece, influenciada pelo pedido das sobrinhas, e também pede seu trabalho. Valdete decide trabalhar como diarista nas quatro casas, além do Detonação, desde que a síndica desistisse do racionamento. Videoclipe final: "A Gente Dá Certo" |    |                                    |                   |                        |
| 150 | 12 | "Acertando o Passo"                | Paulo Silvestrini | 23 de junho de 2002    |
| Sandy abre testes para sua academia de dança e se surpreende ao encontrar Olga no local. A ex-professora lhe diz que, na verdade, estava procurando João Pedro para ser solista em seu novo espetáculo, dizendo que é um dos melhores bailarinos que ela já teve em sua companhia, surpreendendo a garota, que achava que ele era apenas garçom. João recusa o convite de Olga, uma vez que precisa trabalhar para se manter, e Sandy pede que ele seja seu assistente em sua companhia. O rapaz, porém, começa se impor sobre as decisões, o que gera um mau estar. Sandy inscreve sua academia em um festival de dança. João Pedro some durante alguns ensaios e Sandy descobre que o rapaz estava preocupado com seu pai, que é presidiário. Os dois resolvem seus problemas e decidem não participar do festival, para poder dedicar-se a uma produção melhor. Participação especial: Ariclê Perez como Olga Bovanova Videoclipe final: "Nada É por Acaso" |    |                                    |                   |                        |
| 151 | 13 | "As Aparências Enganam"            | Paulo Silvestrini | 30 de junho de 2002    |
| Basílio está organizando uma balada de música eletrônica no Detonação. Patty está escrevendo um roteiro de suspense inspirado na história de um serial killers verdadeiro e começa a colocar medo em Beth. Ritinha aparece repentinamente e surpreende a todos com seu visual repaginado. Ela revela que seu pai se casou com uma megera, o que fez com que ela saísse de casa e largasse a faculdade, arrumando um namorado músico com quem viajou a América Latina. Patty acha que tem algo estranho com a amiga. O DJ contratado para a festa cancela a apresentação e Sandy, Junior e Basílio ficam preocupados, porém Ritinha revela que aprendeu tudo sobre produção e discotecagem enquanto viajava com os músicos, sendo convidada para tocar na data sob o nome artístico de Lady DJ. Ritinha conta que está fugindo de seu ex-namorado, que era violento e ameaçava ela, porém ele descobre onde a garota está e começa enviar bilhetes ameaçadores, deixando todos preocupados. Sandy e Junior escondem a amiga no Detonação, porém seu ex invade o local e encontra ela. A galera chega a tempo de impedir que o rapaz faça algo. Ele explica que se arrependeu pelas ameaças e veio apenas se despedir, pois estava indo estudar música em Londres. Ritinha decide ficar morando no casarão com Basílio e Boca. Participação especial: Theodoro Cochrane como Magrão Videoclipe final: "Imortal" (Remix) |    |                                    |                   |                        |
| 152 | 14 | "Pelos Poderes de Freud"           | Paulo Silvestrini | 7 de julho de 2002     |
| Nico se apaixona por Sandy e os irmãos tiram sarro dele, deixando-o com vergonha do sentimento. Boca descobre e garante que todos que conhecem a garota passam por essa fase, inclusive ele antigamente. Beth decide entrevistar Junior, porém deixa-o confuso com as perguntas de cunho psicológico. Sandy chama Nico para consertar seu computador e os dois conversam sobre as coisas em comum. Junior comenta com Sandy das loucuras de Beth na faculdade de psicologia e os dois acreditam que ela faria um par perfeito com Nico. Sandy encontra Nico na quadra de esportes, porém ele a trata de forma grosseira na frente dos irmãos com medo deles tirarem sarro de sua paixão novamente. Nico começa a fazer análise com Beth, mas ela acredita que ele está apaixonado por ela e mandando-o se declarar para a amada. O rapaz vai para a casa de Sandy e a encontra saindo do banho, declarando seu amor por ela, que vai tomar satisfação com Beth e diz que ela não pode consultar as pessoas estando no primeiro ano de faculdade ainda. Nico decide chamar Beth para sair. Videoclipe final: "Quando Você Passa (Turuturu)" |    |                                    |                   |                        |
| 153 | 15 | "Verdades e Mentiras"              | Paulo Silvestrini | 14 de julho de 2002    |
| Patty consegue um papel de bailarina em uma minissérie e decide fazer aulas de dança na academia de Sandy. Junior também começa ter aulas de artes marciais com Yoko e Sandy entende que as intenções do rapaz são outras. Um jipe desgastado chega na concessionária e Boca se interessa em comprar para reformá-lo e correr em um rali futuramente, mas Tony coloca um alto preço para tentar arrancar mais dinheiro do rapaz, que acaba desistindo por não ter como pagar. Yoko diz que dividirá o preço com Boca, pois também sonha em correr em um rali. Theo descobre que a mãe está viva e confronta o pai que se reluta em contar a verdade. Participação especial: Lugui Palhares como dono do jipe Videoclipe final: "O Lugar Perfeito pro Amor Viver" |    |                                    |                   |                        |
| 154 | 16 | "São Dois pra Lá, Dois pra Cá"     | Paulo Silvestrini | 21 de julho de 2002    |
| João Pedro se atrapalha com os pedidos no trabalho e explica para Sandy que está com a cabeça longe por seu pai poder ser solto da prisão em breve. Bebel está trabalhando na assessoria jurídica de um grande escritório. Boca e Basílio começam a disputar as atenções de Ritinha, competindo para fazer o melhor café da manhã para a garota. Patty se atrapalha nas aulas de dança e cai em cima de Laila, que se irrita com ela. Durante as aulas de artes marciais com Yoko, Junior torce o braço e a instrutora indica ele fazer massagem com Leila, que fez um curso para isso. O rapaz procura a vizinha e os dois se aproximam durante a massagem. Sandy e João recebem a proposta de estrelar um comercial para um festival de dança e, durante os ensaios, eles finalmente se rendem à atração e se beijam. Boca, Basílio e Ritinha estão dividindo o quarto que montaram no sótão do casarão do Detonação e os rapazes aproveitam para espiar ela trocar de roupas. Tony se interessa por Ritinha e rebaixa os dois amigos dela para oferecer uma carona, porém ela esnoba o rapaz. Após descobrir que o pedido de soltar seu pai foi recusado, João Pedro pede aconselhamento jurídico sobre o caso para Bebel. Participação especial: Ariclê Perez como Olga Bovanova Videoclipe final: "Chuva de Prata" |    |                                    |                   |                        |
| 155 | 17 | "Verde Que Te Quero Verde"         | Paulo Silvestrini | 28 de julho de 2002    |
| A galera decide fazer mutirão de limpeza na parte da floresta que pertence ao condomínio, percebendo que o local está bem sujo e mal cuidado. Boca sugere para Tony colocar um outdoor luminoso em algum lugar da cidade para aumentar as vendas do condomínio e ele tem a ideia de fazer isso na mata. Valdete conta para a galera a ideia de Tony e eles discutem medidas de barrar isso – Bebel e Ritinha propõe fazer um protesto em frente a concessionária, enquanto Sandy e Beth preferem entrar em um consenso. Boca chega feliz para contar que foi promovido por sua ideia, sem saber da ação da galera, e gera revolta de todos, sendo expulso do casarão. Patty, Ritinha e Bebel criam uma escultura monstruosa de material reciclável para protestar contra a síndica. Leila avisa a galera que a tia pretende derrubar a mata para criar um estacionamento maior e uma piscina para o condomínio com o dinheiro do aluguel do luminoso. Tony se revolta e diz que não compactuaria com isso, desistindo da ideia do luminoso e apoiando a galera pela preservação da mata. Boca é perdoado pela galera quando arruma uma opção ecológica para divulgar a concessionária com um balão luminoso movido a luz solar, que seria instalado na caixa d'água do condomínio, longe da mata, e cujo dinheiro do aluguel seria obrigatoriamente revertido para o projeto de preservação da mata. Videoclipe final: "Não Dá pra não Pensar" |    |                                    |                   |                        |
| 156 | 18 | "O Veneno da Víbora"               | Paulo Silvestrini | 18 de agosto de 2002   |
| Bebel está revendo o processo do pai de João Pedro e revela para Sandy que ele foi preso por assalto à mão armada em um banco, dizendo que o advogado anterior estava enganando-o sem dar seguimento no processo, mas garantindo que ela fará de tudo para conseguir a soltura. Laila finge ser solidária e convida Junior para ir em uma exposição de crianças carentes para dar em cima dele. Sandy sonda João Pedro sobre o motivo da prisão de seu pai, tentando que o próprio rapaz conte a verdade, mas ele fica envergonhado e mente. Valdete conta para Leila sobre João Pedro, porém Laila ouve escondido. A faxineira se atrapalha e queima uma blusa de loira, que a humilha e ameaça pedir sua demissão caso ela não lhe pague o valor. Laila humilha Valdete na praça do condomínio e Sandy vai tomar satisfação, batendo boca com ela. A garota chora para Junior, fingindo ter sido agredida verbalmente por sua irmã, e os dois se beijam. No dia seguinte ela diz para João Pedro que Sandy contou o problema de seu pai para os demais, fazendo com que o rapaz brigue com a cantora. Laila pede desculpas para Sandy, que nem desconfia que ela é a grande responsável por todas as confusões. Videoclipe final: "When You Need Somebody" |    |                                    |                   |                        |
| 157 | 19 | "O Beijo Partido"                  | Paulo Silvestrini | 25 de agosto de 2002   |
| Sandy tem pesadelos constantes com João e fica aflita pela situação entre os dois. Junior diz para a irmã que não sabe se está realmente interessado em Yoko ou Laila. Sandy tenta se reaproximar de João, porém ele diz que ela é cínica e dissimulada. Junior conta para Leila que fará uma exposição com as fotos dela no Detonação. Tony aposta com os irmãos que beijará Sandy na frente de todos – se ele perder, lavará o carro de Junior, mas se os irmãos perderem, eles lavarão o carro de Sandy cantando uma música dela. Laila tenta ficar com Junior novamente, porém Yoko aparece e atrapalha. Tony vai na casa de Sandy contando uma história triste para se aproximar dela e ela fica encantada. Bebel e Sandy tentam descobrir quem pode ter escutado a conversa que gerou confusão. Sandy convida Tony para ir até a exposição, enquanto Junior convida Yoko, mas Laila se convida no mesmo tempo e ele decide ir sozinho para não chatear nenhuma das duas. Tony beija Sandy enquanto dançam e João, tendo uma crise de ciúmes, dá um soco na cara do rapaz, fazendo com que a garota fique revoltada com a atitude violenta dele. Yoko e Laila procuram Junior no fim da exposição, porém descobrem que ele foi embora com Leila. Videoclipe final: "Words Are Not Enough" |    |                                    |                   |                        |
| 158 | 20 | "Nem Tudo São Flores"              | Paulo Silvestrini | 1 de setembro de 2002  |
| Bebel está arrasada porque seu chefe vai casal, uma vez que ela tinha interesse nele, e se reúne com Patty e Sandy, que também estão chateadas por não saírem com ninguém há muito tempo, para uma tarde de fofoca e comilança para curar as carências. Junior beija Yoko durante a a aula de artes marciais, mas Beth acaba vendo e contando aos demais. Laila arma para sua tia vê-la beijando Junior e a síndica diz que ele terá que noivar com sua sobrinha. Marlene instaura uma lei para proibir os jovens de se beijarem publicamente no condomínio, porém a galera se revolta e Bebel levanta um protesto, agarrando um rapaz na frente da síndica. A galera se reúne para tentar resolver o problema e Valdete revela que a síndica tem uma luneta escondido para espionar os condôminos. Boca tenta beijar Ritinha. Marlene usa a luneta para espionar os jovens, porém a galera invade sua casa e a fotografa com a luneta, ameaçando colocar nos jornais e Bebel diz que pode processá-la, uma vez que o que ela fazia era crime. Marlene retira a lei e decide viajar por um tempo indeterminado. Videoclipe final: "Deixa Eu Tentar" |    |                                    |                   |                        |
| 159 | 21 | "O Jogo da Verdade"                | Paulo Silvestrini | 8 de setembro de 2002  |
| João não aguenta mais o clima pesado e pede para Laila explicar tudo que Sandy disse, porém a cantora ouve e toma satisfação com a loira. Laila não conta a verdade, se fazendo de inocente e acusando Sandy de ter contado tudo sobre a prisão do pai de João, acrescentando que ela havia dito que tinha medo do rapaz ser igual. Sandy dá um tapa na cara da megera, que corre para os braços de Junior se fazendo de ofendida e envenenando-o contra a própria irmã. Maria diz que Laila pode estar certa e Ritinha ameaça fazer o mesmo com ela se ela falar mal de sua melhor amiga. Junior acredita em Laila e sai de casa, se colocando contra a irmã, porém toda a galera acredita em Sandy. Laila conta para Leila que ouviu Valdete lhe contando a história e armou tudo, deixando a irmã pensativa sobre o que fazer. Basílio tranca o caixa com medo que João faça o mesmo que o pai, deixando o rapaz chateado. Sandy expulsa Laila de sua academia e João também sai, dizendo que ela está sendo injusta. Leila esconde Junior em sua casa para provar que sua irmã está mentindo e a confronta, fazendo com que Laila confirme toda armação e seja desmascarada. Junior e João se desculpam. Videoclipe final: "We've Only Just Begun" |    |                                    |                   |                        |
| 160 | 22 | "Na Pressão"                       | Paulo Silvestrini | 15 de setembro de 2002 |
| Junior diz para Leila que está apaixonado e ela acha que é por ela, ficando chateada quando o rapaz revela que é por Yoko. João desaparece e Sandy fica angustiada, sem conseguir fazer nada ou parar de pensar no rapaz, porém também sem conseguir falar com ele pelo celular, sempre desligado. Junior e Yoko se beijam novamente e ficam mexidos sobre o que sentem um pelo outro, sem saber se devem se declarar. Tony e Nico dizem para o rapaz que ele terá que fazer um pedido formal de namoro se quiser algo com a irmã, realizando um jantar formal, com todos os préstimos necessários. Basílio diz que João não apareceu para receber, nem mesmo para pegar sua carteira de trabalho. Ainda com o dinheiro cortado por seus pais como punição pela escolha de faculdade que fez, Patty começa a trabalhar no Detonação. Sandy e Junior tentam cozinhar um jantar sofisticado, porém acabam preparando errado os pratos e o jantar é um desastre completo, porém os irmãos liberam Yoko para namorar. Videoclipe final: "Quando Você Passa (Turuturu)" |    |                                    |                   |                        |
| 161 | 23 | "O Retorno da Velha Dama Indigna"  | Paulo Silvestrini | 22 de setembro de 2002 |
| O condomínio está um caos cheio de problemas e todos estão insatisfeitos. Marlene volta de viagem, porém está completamente diferente após o retiro espiritual que fez em uma comunidade hippie, pregando a "paz cintilante". Bebel conta para Patty e Beth que encontrou João no tribunal e eles estava abraçado com outra garota, porém Sandy ouve e fica arrasada. Marlene propõe uma nova eleição de síndico para mostrar sua nova personalidade para todos, mas Sandy e Tony também decidem concorrer. A moça que estava com João no tribunal aparece no Detonação para buscar sua carteira de trabalho e Bebel avisa Sandy. Durante os debates Marlene retorna o jeito estressado e moralista de antes. Os três acabam empatados e decidem assumir juntos a liderança. Videoclipe final: "A Gente Dá Certo" |    |                                    |                   |                        |
| 162 | 24 | "A Volta por Cima"                 | Paulo Silvestrini | 29 de setembro de 2002 |
| Nico ganha um cachorro de presente, porém o animal tem causado grande confusão no condomínio. O cachorro persegue Patty e Bebel, que tem que subir em uma árvore para se proteger, e os demais moradores correm com medo para se esconder. Laila encontra Junior e beija-o no rosto para agradecer o apoio após tudo que ela fez, porém Yoko vê de longe e fica magoada. O cachorro de Nico quase morde Beth, que pede para que ele doe o cachorro para alguém que tenha espaço seguro para criá-lo. Sandy diz que João ligou e contou que seu pai foi solto, pedindo um tempo no Detonação para restabelecer a família. Sandy cobra na reunião dos síndicos uma atitude de Tony sobre o cachorro de seu irmão. Yoko pede para Sandy ajudá-la a ficar mais feminina, pois tem medo de perder Junior para outras garotas mais sensuais. O cachorro de Nico ataca uma criança do condomínio de noite, porém Laila vê da sacada do prédio e derruba a luneta na cabeça do animal, que desmaia, salvando assim a vida do menino. Participação especial: Giovanni Magdalena como Zaqueu Pereira; Viviane Novaes como Ana Maria Pereira; Sandro Rocha como repórter Videoclipe final: "Don't Say You Love Me" |    |                                    |                   |                        |
| 163 | 25 | "Uma Aproximação Perigosa"         | Paulo Silvestrini | 6 de outubro de 2002   |
| Tony e Sandy estão tentando resolver juntos os problemas do condomínio, o que faz com que eles se aproximem, porém eles averiguam que a conta de lá está zerada. O Detonação está em crise e o pai de João aconselha os donos a cobrarem entrada, dando direito a uma partida de sinuca em troca, assim estimularia o consumo. Basílio tranca o caixa com medo do pai do rapaz, porém acaba perdendo a chave. O rapaz tenta se aproximar de Maria, que o manda ter atitude e acompanhá-la até em casa. Sandy e Tony descobrem que o condomínio está cheio de dívidas e falido, não entendendo como chegou a este ponto sem ninguém perceber, e a garota fica encantada. Tony consegue um acordo com a companhia de energia elétrica para que esta fosse religada e investe o dinheiro da própria concessionária para evitar a falência do condomínio. Basílio e Maria começam a ficar e surpreendem Junior. Tony diz para Sandy que está fazendo tudo para mostrar que pode ser responsável e uma boa pessoa, já que está apaixonado por ela, mas que esperará o momento para que ela se interesse por ele também. O rapaz investe seu dinheiro na bolsa de valores e consegue lucrar, pagando a dívida do condomínio e conseguindo devolver o investimento de sua concessionária. Os dois ficam sozinho no carro e quase se beijam quando Sandy percebe que está atraída por Tony também, mas Junior e Yoko os atrapalham. João retorna para a academia de dança e Sandy fica confusa. Participação especial: Giovanni Magdalena como Zaqueu Pereira Videoclipe final: "Must Be Magic" |    |                                    |                   |                        |
| 164 | 26 | "Gueixa ou Samurai?"               | Paulo Silvestrini | 20 de outubro de 2002  |
| Uma revista descobre sobre o namoro de Junior e Yoko e publica uma matéria sensacionalista sobre o rapaz ter optado por uma garota desleixada em vez de uma bem arrumada, dizendo que ela parecia um garoto e um samurai, não uma gueixa. Yoko fica arrasada e envergonhada pelo seu jeito e Laila aproveita para provocá-la. Ela pede ajuda para Sandy para ser mais feminina e leva ela até Paty, Bebel e Beth, que fazem uma transformação na garota para seu primeiro evento como namorada de Junior, revelando ser linda. Yoko vira a nova queridinha da mídia e Nico e Tony aproveitam para lucrar com a imagem da garota, querendo transforma-la em celebridade. Laila aproveita o afastamento momentâneo de Junior e Yoko para tentar envenená-lo contra a namorada, porém ele não cai na cilada. Sandy diz para Bebel e Beth que está confusa entre João e Tony e elas aconselham a amiga que o segundo seria a melhor opção. Sem querer Boca diz que estava a fim de Yoko para Junior, porém ele garante que nunca se aproximaria dela e está feliz pela moça ter o amigo como namorado. Tony consegue um contrato para Yoko estrelar um reality show, porém ela resolve colocar um ponto final na história e voltar a ser a mesma de sempre. Videoclipe final: "Super-Herói (Não É Fácil)" |    |                                    |                   |                        |
| 165 | 27 | "Carregando nas Tintas"            | Paulo Silvestrini | 27 de outubro de 2002  |
| Sandy e Junior tem que viajar inesperadamente para a Espanha para divulgar seu trabalho. Patty consegue o papel principal na peça do consagrado diretor Zé Celso sobre Frida Kahlo e decide pegar todo o dinheiro das contas da casa para investir em material de pintura para absorver a alma da personagem. Boca e Yoko decidem participar de seu primeiro rali com o jipe reformado. Patty incorpora Frida completamente e começa a usar roupas típicas, falar em espanhol e pintar dezenas de quadros por dia, usando João como seu modelo. Bebel e Beth expulsam a amiga de casa temporariamente, que pede para Sandy seu apartamento enquanto eles viajam, porém ela enche o local de pinturas e decoração mexicana. Boca diz para Yoko que está interessado nela, porém ela fica irritada, dizendo que está namorando seu amiga. Patty se perde completamente dentro do personagem e convence Marlene a deixá-la pintar um outdoor gigantesco de 10 metros com a imagem de Frida no condomínio. Ritinha, Bebel, Beth e Basílio ligam para Sandy para explicar a história e ela diz que eles devem dar um choque de realidade na amiga. João procura Tony para pedir que se afaste de Sandy, porém ele diz que é a garota que deve decidir com quem ficar. Bebel e Beth fazem uma bazar com as roupas de Patty, dizendo que agora que ela é Frida não precisa mais de nada daquilo, fazendo com que a garota recobre a consciência de que é apenas um personagem. A galera comemora o retorno de Patty, porém ela aparece no Detonação vestida de noviça, incorporada no novo personagem que interpretaria, reiniciando toda história. Videoclipe final: "El Amor No Fallará"                              |    |                                    |                   |                        |
| 166 | 28 | "Um Amor Para Bebel"               | Paulo Silvestrini | 3 de novembro de 2002  |
| Bebel está neurótica com problemas banais e inferniza a vida de Patty e Beth, que dizem que ela está insuportável por não sair com ninguém faz tempo e que acabará ranzinza igual a síndica, fazendo com que ela saia de casa para morar temporariamente no apartamento de Sandy e Junior. Com medo de ficar igual Marlene, a garota repagina o visual para tentar arrumar um rapaz, porém não consegue conhecer alguém legal pessoalmente. Nico aconselha-a entrar na internet para arrumar um encontro e Beth chega na hora, achando que a amiga está dando em cima de seu namorado. A garota entra nas salas de bate-papo, apela para as simpatias ensinadas por Valdete e para os livros de autoajuda de Sandy, porém nada dá certo. Tony e Yoko sofrem pela ausência de Sandy e Junior, respectivamente. Boca aconselha Basílio a criar uma noite dos solteiros no Detonação para pessoas diferentes se conhecerem e Ritinha vai buscar Bebel, mas ela se recusa. Por telefone Sandy aconselha a amiga a ir. Na festa Bebel é cercada por vários rapazes e entende que ela só precisa curtir mais a vida, sem medo de ficar sozinha. Videoclipe final: "Words Are Not Enough" |    |                                    |                   |                        |
| 167 | 29 | "Fama"                             | Paulo Silvestrini | 10 de novembro de 2002 |
| Yoko revela para as meninas que terá que parar com as aulas de artes marciais temporariamente, pois participará de um torneio de karatê em Porto Alegre. Boca pede dinheiro emprestado para Basílio para consertar o jipe, porém o rapaz se recusa, dizendo que ele deve pagar antes o que deve ou ir embora, humilhando o amigo. Tony e João disputam a atenção de Sandy, estando os dois apaixonados pela garota, porém ela não sabe ainda o que fazer. Yoko avisa Junior que irá para o torneio, porém ele fica com ciúmes. Boca discute com Tony, que o demite, fazendo com que o garoto vá morar dentro jipe no condomínio, recebendo autorização de Marlene, que se sensibiliza ao descobrir que seu nome é Cleosvaldo, o mesmo que seria de seu filho. Junior fica angustiado por Yoko não ter ligado, porém Sandy diz que durante a viagem deles, ele também não teve tempo para ligar. As meninas cercam Basílio exigindo que ele aceite Boca de volta e Maria avisa que terminará com ele caso ele não cumpra o pedido, porém o rapaz diz que não quer voltar, mas sim retornar à música. Boca cria um show conceitual, porém as pessoas não entendem e a apresentação vira um fracasso. Videoclipe final: "We've Only Just Begun" |    |                                    |                   |                        |
| 168 | 30 | "Embolando o Meio de Campo"        | Paulo Silvestrini | 17 de novembro de 2002 |
| Yoko termina o namoro com Junior e ele fica arrasado. Boca abre um trailer de lanche e Basílio se revolta com o sucesso que o comércio está sendo, contratando Ritinha como assistente. que Tony revela seu lado mais sensível e recita uma poesia escrita por ele mesmo para Sandy, deixando-a encantada. Yoko procura Leila para ler as cartas, mas ela saiu, e Laila finge que também sabe, tentando envenena-la contra o ex-namorado, porém a garota desconfia. Beth tenta ajudar Junior, mas só consegue o deixar mais confuso com seus conselhos psicológicos. Leila se declara para Junior, porém ele avisa que gosta mesmo de Yoko, fazendo com que a garota decida ir embora para esquecê-lo e encontrar seu próprio caminho. Yoko fica com ciúme de Boca com Ritinha e se sente confusa sobre qual é sua verdadeira paixão. Basílio convida João para morar no casarão no lugar de Boca e, com o dinheiro do vale-transporte, poderia reformar outro cômodo para fazer seu quarto sozinho, deixando-o no sótão com Ritinha. Videoclipe final: "Super-Herói (Não É Fácil)" |    |                                    |                   |                        |
| 169 | 31 | "S.O.S Sandy"                      | Paulo Silvestrini | 24 de novembro de 2002 |
| Olga avisa Sandy que está embora de volta para a Rússia e, logo após, João revela que está saindo da academia por não aguentar mais ficar perto de Sandy estando apaixonado por ela, além de Tony dizer que viajaria a negócios por algum tempo. Junior diz que a figurinista dos shows precisará tirar as medidas da irmã novamente, uma vez que ela engordou, e Beth lembra que ela esqueceu de levar o trabalho de faculdade, gerando um grande estopim na cabeça da garota. Sandy entra em surto, deixando todos a sua volta paranóicos com problemas que eles não acreditavam que tinham. Boca e Ritinha desistem do trailer de lanches e decidem abrir um sebo de livros e discos. Basílio fica preocupado quando descobre que Sandy não pagou as contas do Detonação. Boca diz que está interessado em Yoko, mas Ritinha aconselha-o a tomar cuidado, pois ele pode acabar perdendo a amizade de Junior. Durante o surto Sandy reaparece em casa loira e com roupas sensuais, tentando seduzir Basílio. Beth decide intervir e descobre que Sandy teve uma estada psicossomática, se unindo a galera para trazê-la de volta à sanidade. João e Ritinha ficam próximos dormindo no mesmo quarto. Participação especial: Ariclê Perez como Olga Bovanova Videoclipe final: "Words Are Not Enough" |    |                                    |                   |                        |
| 170 | 32 | "Loucos de Amor"                   | Paulo Silvestrini | 1 de dezembro de 2002  |
| Junior e Boca discutem por causa de Yoko, uma vez que ambos são apaixonados por ela. A garota revela para Nico que ama Junior, mas está insegurança por ele ser famoso. Tony mostra outra poesia que escreveu para Sandy e os dois finalmente se beijam. Laila observa os dois da sacada e decide separá-los. Junior pede Yoko em casamento em uma atitude desesperada de voltar e ela aceita. Tony compra uma aliança para pedir Sandy em namoro, mas ela diz que ainda está indecisa sobre o que fazer, deixando-o magoado e o rapaz diz que não sabe até quando vai aguentar essa situação. Sandy acha loucura o casamento e Valdete sugere que eles passem uma semana morando juntos para testar se a ideia daria certo, enquanto a irmã mora com Patty, Bebel e Beth. Laila dá em cima de Tony descaradamente e o convence a agenciar sua carreira artística, despertando ciúmes em Sandy. A garota fica com medo de perder o pretendente, que parece estar se afastando por conta da influência da ex. A experiência de Junior e Yoko dá errada e os dois decidem manter apenas o namoro, sem tomar decisões precipitadas. Videoclipe final: "Whenever You Close Your Eyes" |    |                                    |                   |                        |
| 171 | 33 | "Será Que Vai Chover?"             | Paulo Silvestrini | 8 de dezembro de 2002  |
| Patty, Bebel e Beth correm até Sandy contar que Tony e Laila vão viajar juntos para Salvador, onde ela fará uma campanha publicitária, e avisam que a loira deve aproveitar para tentar seduzir ele. Ritinha diz para Maria que não entende o que a amiga viu em Tony e que se interessaria por João se ele não fosse apaixonado por sua amiga. Sandy está apreensiva com a viagem de Tony e Junior aconselha ela a dizer isso para ele, alegando que ele desistiria por ela e mandando tomar cuidado com a vizinha. Laila vai até a casa de Sandy provocá-la. Boca diz para Ritinha que já percebeu que ela está interessada em João. Sandy vai desabafa com Beth sobre a dúvida entre os dois rapazes e a amiga aconselha-a a ir atrás do que ela quer sem pensar. Tony diz para Sandy que só está esperando alguém pedir para ele não ir na viagem, porém Laila atrapalha a conversa. Ritinha acorda e percebe que João estava olhando para ela dormindo. Sandy decide mudar de estratégia e não lugar contra Laila, mas sim jogar a favor dela, conseguindo o tão sonhado emprego de garota do tempo em uma televisão no interior de São Paulo para ela, fazendo com que a rival se mudasse para longe e deixando assim seu caminho livro com Tony. Videoclipe final: "Must Be Magic" |    |                                    |                   |                        |
| 172 | 34 | "A Megera Contra Ataca"            | Paulo Silvestrini | 15 de dezembro de 2002 |
| Marlene está cada vez mais amarga desde que suas sobrinhas foram embora e decide chamar o fiscal para apreender o jipe de Boca, uma vez que ele não tem alvará, colocando o rapaz na rua. Além disso, a síndica demite Café quando ele defende Boca, colocando-o para fora do condomínio. Basílio fecha as portas do Detonação e dá folga para os funcionários depois que Maria foi embora do nada, crendo que ela terminou o namoro. Sandy pede para Tony arrumar um emprego para Café na concessionária, porém ele diz que o homem não faz o perfil de vendedor, deixando a garota chateada. Boca diz que vai voltar para São Paulo, porém Junior o impede e diz que precisa dele no Detonação, colocando-o para gerenciar o Detonação enquanto Basílio está em clima depressivo. Ritinha e João voltam dos dias de folga e revelam que se apaixonaram e estão juntos. Gilberto Gil visita Junior em seu estúdio e reconhece Café, dizendo que ele foi um grande músico, e o rapaz tem a ideia de produzir um show para ele voltar a ativa, fazendo dele um sucesso novamente. Participação especial: Gilberto Gil como ele mesmo Videoclipe final: "Don't Say You Love Me" |    |                                    |                   |                        |
| 173 | 35 | "Noite Feliz"                      | Paulo Silvestrini | 22 de dezembro de 2002 |
| Sandy organiza a primeira ceia de Natal em sua própria casa, longe da família. Basílio coloca vários outdoors nas proximidades da casa de Maria pedindo para ela voltar. Yoko convida Junior para acampar no Natal sozinhos, porém Sandy fica chateada pelo irmão não ficar para a festa. Patty consegue um papel de destaque em uma grande novela, porém como uma vilã implacável, deixando Beth e Bebel com medo. Basílio está desiludido com a vida, querendo acabar com o Detonação e vender o casarão para mudar de vida, dizendo que não vai na festa também. Tony propõe comprar o local, mas ninguém entende o porque. Patty é perseguida por uma multidão em fúria pelas maldades de sua personagem e decide não comparecer a festa de Sandy e Beth segue os mesmos passos, uma vez que estará em uma maratona de parapsicologia. Bebel diz que vai passar a data com o novo namorado e Tony conta que passará com Nico e a família. Um curador de arte procura Basílio e revela que a pintura antiga na parede do Detonação tem um preço incalculável, por isso o local será tombado como patrimônio cultural. Maria retorna e volta com Basílio. Sandy entende o interesse repentino de Tony no local, por puro dinheiro, e desiste do rapaz. A garota fica arrasada quando ninguém aparece para o jantar de Natal, porém ao sair na praça do condomínio percebe que era tudo uma surpresa e todos estavam lá, inclusive seus pais. Participação especial: Maria Ceiça como Esmeralda; Xororó como ele mesmo; Noely Lima como ela mesma Videoclipe final: "Se Uma Estrela Aparecer" |    |                                    |                   |                        |
| 174 | 36 | "Tudo de Novo no Front"            | Paulo Silvestrini | 29 de dezembro de 2002 |
| Sandy e Junior decidem morar em Nova York por um ano para estruturar uma carreira internacional, trancando os cursos na faculdade. Yoko fica arrasada ao saber da notícia e Nico confronta Tony sobre ainda estar apaixonado por Sandy. Basílio revela que dará parte do dinheiro do casarão para Ritinha e Boca e aproveita para voltar oficialmente o relacionamento com Maria. Bebel e Beth estão felizes por estarem se firmando nas carreiras e encontrado o amor, enquanto Patty recebeu o convite para duas outras novelas, tendo que escolher entre uma ladra psicopata ou uma assassina esquizofrênica, assustando as meninas sobre os futuros laboratórios. Sandy passa o comando da academia para João. Marlene faz análise com Beth, porém a síndica deixa a garota em crise com suas histórias tristes. Basílio convida Boca para se tornar sócio do resort que pretende abrir na Bahia, porém o rapaz recusa, dizendo que quer continuar viajando. Tony diz para Sandy que está indo morar em Nova York também, onde conseguiu um emprego em uma empresa de marketing, se declarando definitivamente para ela. A garota, porém, diz que eles são apenas amigos e que o que aconteceu entre eles ficou no passado. Yoko diz para Junior que vai aprimorar suas técnicas de artes marciais no Japão, mas que nunca se esquecerá dele. Porém, Boca convence Yoko a desistir dos planos e ir com ele em uma viagem por toda América Latina em seu jipe, documentando tudo para um programa de televisão de viagens que ele estrelará. Antes de irem embora, Sandy e Junior realizaram uma última apresentação no condomínio. Videoclipe final: "Cai a Chuva"                                           |    |                                    |                   |                        |

## Temporadas de férias

### Primeira temporada (2000)
| # | # | Título                   | Direção           | Exibição original       |
| --- | - | ------------------------ | ----------------- | ----------------------- |
| 38 | 1 | "O Show Não Pode Parar"  | Paulo Silvestrini | 2 de janeiro de 2000    |
| Basílio compra um trailer antigo e a turma vai até a velha estação de trem abandonada para reformá-lo. Episódios reexibidos: "Uma Canção Para Sandy" / "Estrelas São Para Sempre" Videoclipe final: "Eu Acho Que Pirei" (Ao vivo) |   |                          |                   |                         |
| 39 | 2 | "Adivinha Quem Chegou"   | Paulo Silvestrini | 9 de janeiro de 2000    |
| A turma começa a reformar o trailer, mas tem dificuldades para revitalizar a as partes enferrujadas. Boca aparece para ajudá-los. Episódios reexibidos: "A Macaca Tá Certa" / "Sua Majestade, o Bebê" |   |                          |                   |                         |
| 40 | 3 | "Herói Por Um Dia"       | Paulo Silvestrini | 16 de janeiro de 2000   |
| Enquanto desenferrujam o trailer e jogam fora tudo que há de desnecessário dentro dele, a galera faz um jogo de mímica para lembrar de tudo que viveram naquele ano. Episódios reexibidos: "O Julgamento de Basílio" / "No Peito e na Valentia" |   |                          |                   |                         |
| 41 | 4 | "O Amor é Lindo"         | Paulo Silvestrini | 23 de janeiro de 2000   |
| Basílio faz uma seleção para contratar funcionários para o novo negócio e escolhe Irene. Os meninos ficam encantados e também querem contratar Babi, uma garota linda e delicada, mas que não quer trabalhar pesado. Eles desistem da ideia. Participação especial: Karina Bacchi como Babi Episódios reexibidos: "Um Anjo Veio Aqui" / "Quer Dançar Comigo?" |   |                          |                   |                         |
| 42 | 5 | "Entre Chips e Cometas"  | Paulo Silvestrini | 30 de janeiro de 2000   |
| A galera começa a pintar o trailer, enquanto Dodô, Gustavo e Boca tentam montar a rede elétrica. Episódios reexibidos: "Alô, Alô! Saturno Está Chamando" / "Sandy e a Revolta das Máquinas" |   |                          |                   |                         |
| 43 | 6 | "Pelo Ar Que Respiramos" | Paulo Silvestrini | 6 de fevereiro de 2000  |
| Único episódio inédito exibido durante as férias. Originalmente foi gravado para a primeira temporada, mas acabou nunca sendo utilizado por motivos desconhecidos. Todos no colégio estão passando mal e tendo sérios problemas respiratórios pela poluição tóxica vinda de uma fábrica ao lado do CEMA. Camilo pede para que ninguém utilize a água das torneiras do colégio temporariamente, pois elas estão contaminadas pelos dejetos enviados pela indústria aos lençóis freáticos. A galera organiza um abaixo-assinado e descobre que o pai de Patty é o dono da fábrica. A garota não apoia as decisões da família e decide liderar o protesto contra o próprio pai. Irene tem uma reação alérgica pela contaminação e Camilo chama a imprensa para mostrar o que a poluição tem causado. O advogado dos Teles de Mendonça tenta subornar Camilo, que o expulsa do colégio, mas ele convence Boca a roubar o abaixo-assinado. Ritinha acusa Patty, que se ofende. Ela descobre que Boca roubou o documento e avisa a galera, que recupera-o e entrega às autoridades. Patty descobre que o advogado está agindo por conta própria e ameaça pedir a demissão dele à seus pais, obrigando o representante à filtrar o sistema de ar e água para evitar poluição. Participação especial: Augusto Marin como Chagas Videoclipe final: "Cada Coisa em Seu Lugar" |   |                          |                   |                         |
| 44 | 7 | "O Desafio"              | Paulo Silvestrini | 13 de fevereiro de 2000 |
| A galera se une para dar os últimos retoques externos no trailer, mas antes tira um tempo para jogar uma partida de basquete antes de voltar ao trabalho pesado. Episódios reexibidos: "A Partida" / "Vivendo na Paz" |   |                          |                   |                         |
| 45 | 8 | "Era Uma Vez"            | Paulo Silvestrini | 20 de fevereiro de 2000 |
| Basílio começa a pensar em como retirar o trailer da estação de trem já que nenhum deles possui habilitação. O pai de Basílio aparece para salvar o dia. Episódios reexibidos: "Assis, Assis" / "Todos Por Todos" |   |                          |                   |                         |
| 46 | 9 | "Momento de Decisão"     | Paulo Silvestrini | 27 de fevereiro de 2000 |
| Sandy e Junior tomam café da manhã enquanto se preparam para a volta às aulas e relembram alguns momentos com a galera no ano anterior. Participação especial: Walter Cruz como Sr. Antunes Episódios reexibidos: "Cabeça x Coração" / "A Rádio CEMA Está no Ar" |   |                          |                   |                         |

### Segunda temporada (2001)
| # | #  | Título                   | Direção           | Exibição original       |
| --- | -- | ------------------------ | ----------------- | ----------------------- |
| 90 | 1  | "Perdidos na Selva I"    | Paulo Silvestrini | 14 de janeiro de 2001   |
| A galera se divide em dois boates para ir até uma floresta acampar. Porém ninguém amarra a embarcação principal, onde estava a comida, e ela acaba sendo levada pelo rio, deixando todos perdidos o meio do nada. Sandy vai dar uma volta e adormece na beira de uma árvore. Episódios reexibidos: "Onde Foi Que Eu Perdi o Meu Sapatinho?" / "Ciranda, Cirandinha" |    |                          |                   |                         |
| 91 | 2  | "Perdidos na Selva II"   | Paulo Silvestrini | 21 de janeiro de 2001   |
| Os meninos utilizam o bote que sobrou para tentar pescar, enquanto as meninas montam as barracas restantes. Sandy percebe que está dentro de um sonho no qual ela é a Branca de Neve e está junto com os anões. Episódios reexibidos: "O Parque da Juracy" / "Sandy e o Homem das Mil Faces"                                                                        |    |                          |                   |                         |
| 92 | 3  | "Perdidos na Selva III"  | Paulo Silvestrini | 28 de janeiro de 2001   |
| Sem sucesso no rio, os meninos preparam uma armadilha para caçar algo na floresta, enquanto as meninas se dividem para procurar Sandy, que ainda não retornou. Enquanto isso no sonho da garota os anões impedem-na de voltar para o acampamento. Episódios reexibidos: "A Galera e o Tempo - Parte 1" / "A Galera e o Tempo - Parte 2"                             |    |                          |                   |                         |
| 93 | 4  | "Perdidos na Selva IV"   | Paulo Silvestrini | 4 de fevereiro de 2001  |
| As meninas fazem uma fogueira e tentam produzir fogo, enquanto os garotos são atacados por um enxame de abelhas quando tentam pegar mel para comer. No sonho de Sandy a bruxa toma conhecimento de sua existência e se revolta. Participação especial: Cristina Cascioli como Bruxa Má Episódios reexibidos: "O Feitiço do Arco-Íris" / "A Garota dos Meus Sonhos"  |    |                          |                   |                         |
| 94 | 5  | "Perdidos na Selva V"    | Paulo Silvestrini | 11 de fevereiro de 2001 |
| Sandy é amarrada pelos anões para que não fuja em seu sonho. As meninas estão exaustas de tanto trabalhar, enquanto os meninos se perdem. Participação especial: Cristina Cascioli como Bruxa Má Episódios reexibidos: "Os Santinhos do Pau Oco" / "Tem um Satélite Atrás de Mim"                                                                                   |    |                          |                   |                         |
| 95 | 6  | "Perdidos na Selva VI"   | Paulo Silvestrini | 18 de fevereiro de 2001 |
| Os rapazes começam a delirar e ver coisas devido à fome. A bruxa aparece e solta Sandy. Participação especial: Cristina Cascioli como Bruxa Má Episódios reexibidos: "Na Medida do Sucesso / Azarar é Preciso" |    |                          |                   |                         |
| 96 | 7  | "Perdidos na Selva VII"  | Paulo Silvestrini | 25 de fevereiro de 2001 |
| Junior encontra finalmente o bote, porém ele está furado, e Ritinha machuca o pé em um espinho. Enquanto isso no sonho, a bruxa pede um autógrafo de Sandy, mas a caneta solta um pó venenoso que faz a garota desmaiar. Participação especial: Cristina Cascioli como Bruxa Má Episódios reexibidos: "Um Estranho no Ninho" / "Hoje Tem Marmelada?"                |    |                          |                   |                         |
| 97 | 8  | "Perdidos na Selva VIII" | Paulo Silvestrini | 4 de março de 2001      |
| Junior, Boca, Gustavo e Mau decidem procurar Sandy e acabam encontrando frutas no chão da selva, mas são capturados por uma armadilha. Episódios reexibidos: "Fica Comigo Pra Sempre" / "Amar É..." |    |                          |                   |                         |
| 98 | 9  | "Perdidos na Selva IX"   | Paulo Silvestrini | 11 de março de 2001     |
| Junior usa um canivete para se soltar da armadilha. Ele e Gustavo seguem à procura de Sandy, enquanto Boca e Mau voltam para o acampamento. As meninas fazem os rapazes as servirem, pois organizaram tudo sozinhas e merecem descanso. Episódios reexibidos: "Dinheiro na Mão é Vendaval" / "É Primavera"                                                          |    |                          |                   |                         |
| 99 | 10 | "Perdidos na Selva X"    | Paulo Silvestrini | 18 de março de 2001     |
| Ritinha só encontra bromélias e flores, cozinhando uma sopa exótica para a galera. Sandy chama por Gustavo em seu sonho. Episódios reexibidos: "Sortilégio de Amor" / "Mentiras e Verdades" |    |                          |                   |                         |
| 100 | 11 | "Perdidos na Selva XI"   | Paulo Silvestrini | 25 de março de 2001     |
| Gustavo encontra Sandy e a desperta do sonho maluco. A galera se junta e começa planejar como ir embora, mas descobrem que estavam ao lado de uma estrada quando Festa chega de carro para visita-los, tornando os sufocos que passaram em vão. Episódios reexibidos: "Um Cara Como Você" / "Quem Tem Medo de Vampiro?"                                             |    |                          |                   |                         |